# 太古廣場
太古廣場（英語：Pacific Place，簡稱太廣和 PP），位於香港香港島金鐘金鐘道88號，是香港一個綜合性商業物業。太古廣場共分5期，有5座辦公大樓、3間五星級酒店、一間精緻豪華酒店、服務式住宅、商場及停車場等。第1期於1985年動工興建，1988年落成，包括1座辦公大樓及1座酒店，第2期於1988年動工，1991年落成，包括兩座酒店，部份樓層則為辦公室。第3期位於灣仔皇后大道東1號，2004年落成，包括1座辦公大樓，與第1期、第2期有地下通道連接。第4期位於灣仔軒尼詩道28號，前稱軒尼詩道28號。第5期於2024年落成，項目完成後將連接太古廣場三座地下行人隧道及太古廣場五座。

## 歷史
太古廣場由香港英資地產商太古地產興建。太古廣場1、2期現址，從前為駐港英軍的域多利兵房（Victoria Camp），兵房遷出後，地皮分拆為兩個地段發展，其中第一期（內地段第8571號）原訂於1984年內推出，後改於1985年4月18日公開拍賣，由太古地產以7億港元投得；而該用地亦是少數可撥用新界乙種換地權益書，以支付地價的市區地皮之一。第二期（內地段第8582號及其增批部分）緊接於1986年5月27日由太古地產以10億500萬投得，太古亦因此整合兩幅地皮分期發展。第三期地皮則由收購灣仔星街一帶舊樓而得，前後共耗時約10多年。而商場部份早年稱為The Mall，到90年代後期才統一稱為太古廣場。第四期前身為大生商業大廈，前稱軒尼詩道28號。第五期前身為寶華大廈及晏頓街、蘭杜街的舊樓。太古廣場項目沒有第4座。
太古廣場平台的榕樹高度超過20米，據說有過百年歷史。地產商在1986年建設第1期時，曾向政府建議將榕樹搬到別處，以免妨礙工程進行，但當時的政府強烈反對。最終王歐陽建築事務所及法國濬海及公共建築工程公司的工程人員於是建造了個直徑18米、深10米的「巨型花盆」，保護樹根和泥土。

## 結構
太古廣場有5座甲級辦公樓（太古廣場1、2、3、5及6座）、4家5星級酒店（香港港麗酒店、港島香格里拉大酒店、香港JW萬豪酒店及奕居） ，還有提供共270個單位的服務式住宅（太古廣場栢舍）。

太古廣場各大廈分佈簡圖（點選放大觀看）

### 第1期

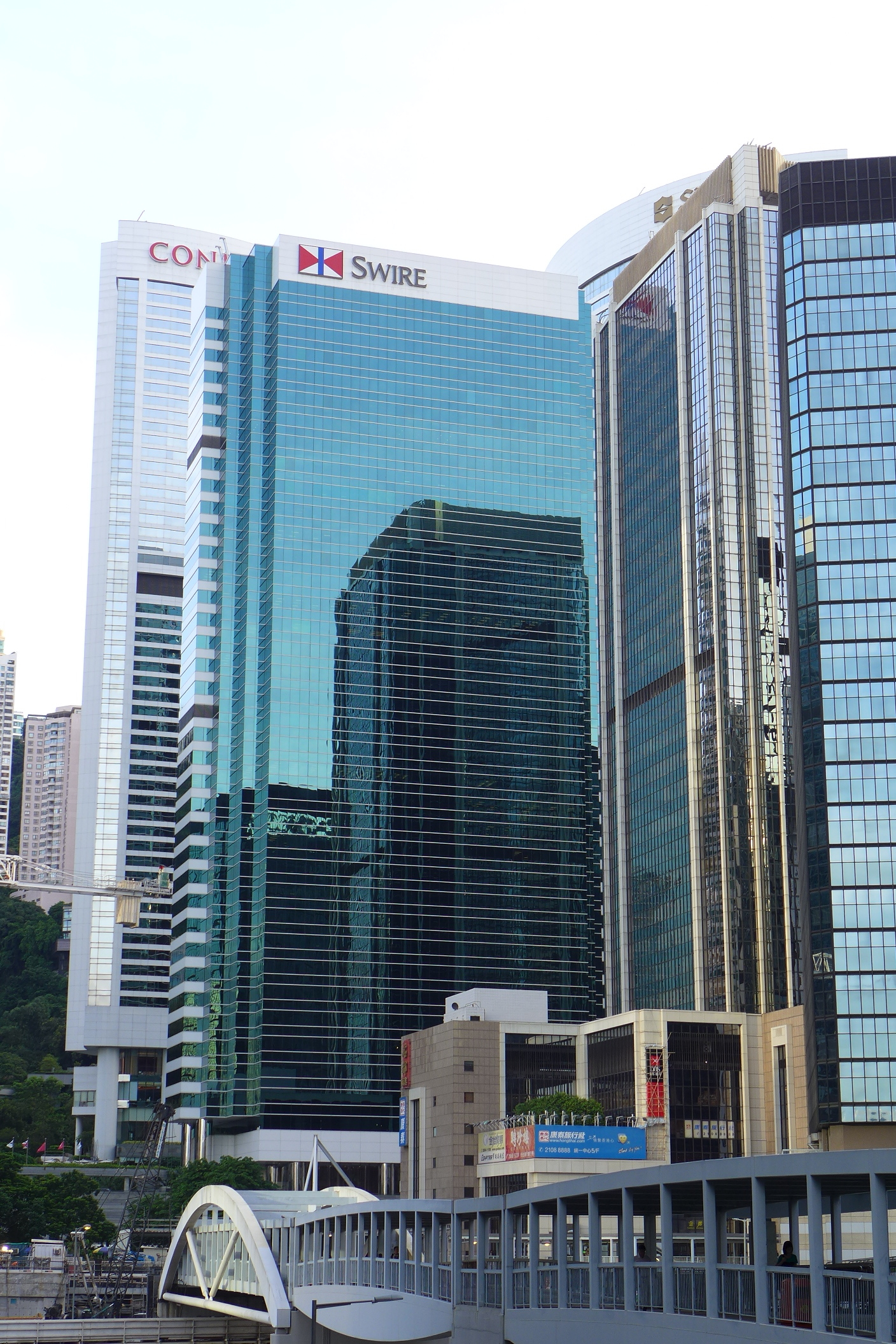
太古廣場一座

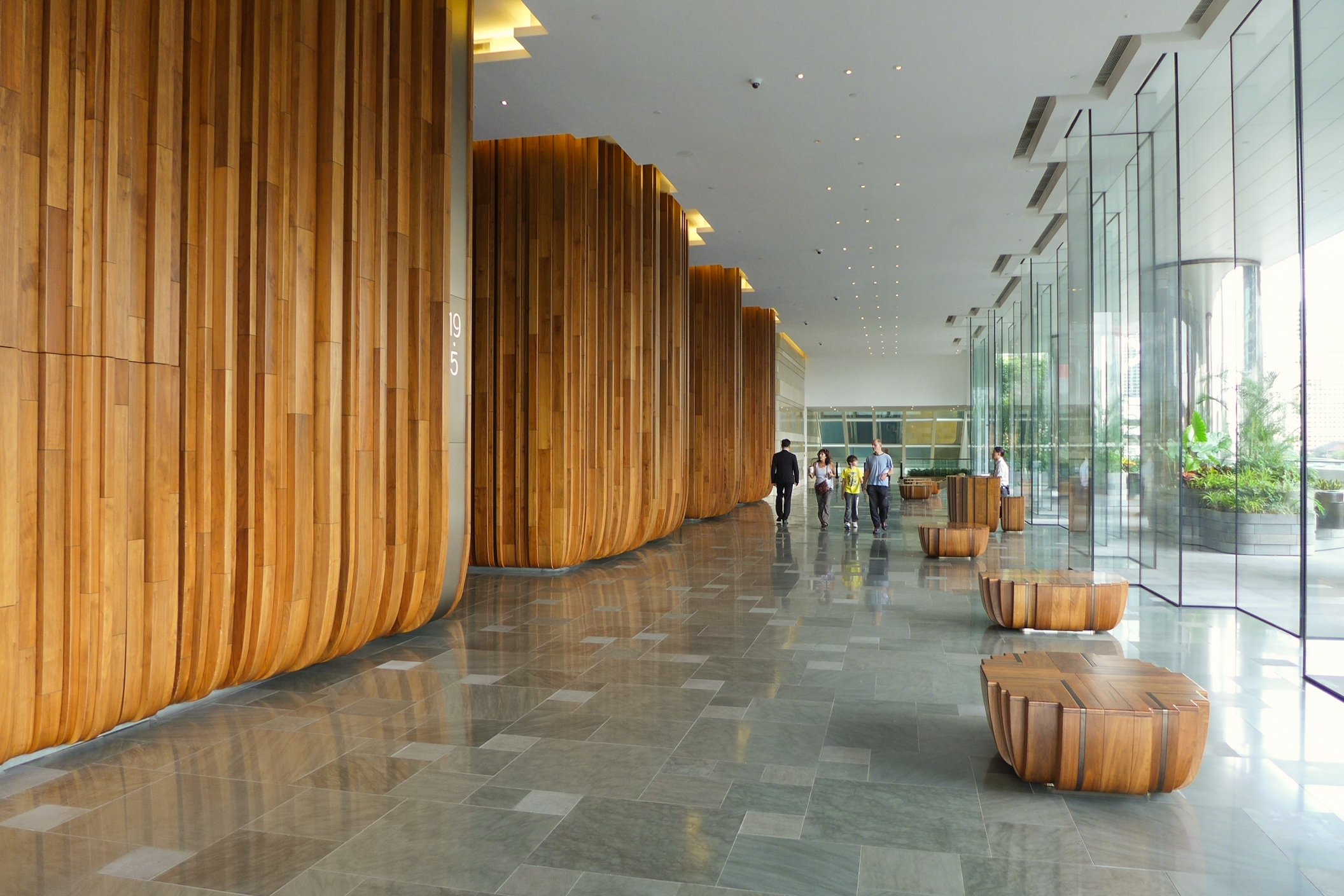
太古廣場一座寫字樓大堂

太古廣場1座為寫字樓，由香港寶嘉建築（時稱法國寶嘉建築）承建，1985年7月連同基座一併動工，於1988年6月落成，9月獲發入伙紙，樓高36層，總樓面面積逾863,000平方呎，每樓層均提供21,000至22,500平方呎可租用的樓面面積，太古集團香港總辦事處亦設於33樓，其他主要租戶包括德勤‧關黃陳方會計師行（35-40樓）、里昂證券（18樓）及大和資本市場（28樓）等。大廈設20部高速客用電梯，大堂於2013年至2014年進行翻新工程。
至於1989年2月27日開幕的香港JW萬豪酒店，最高十層樓面（36至50樓）被改裝成酒店式住宅「曦暹軒」，提供136間酒店式住宅，面積由606平方呎至3,388平方呎。
2009年10月，「曦暹軒」部份改建為精緻豪華酒店奕居，由AFSO設計事務所的室內設計師傅厚民負責設計，現設有117間寬敞客房，包括21間套房及2間頂層套房，酒店49樓的Sky Bridge 位於40米高的中庭之上，並設有天窗，引領賓客進入Sky Lounge及酒店餐廳Salisterra。而6樓設「The Lawn」室外草坪供酒店住客享用。

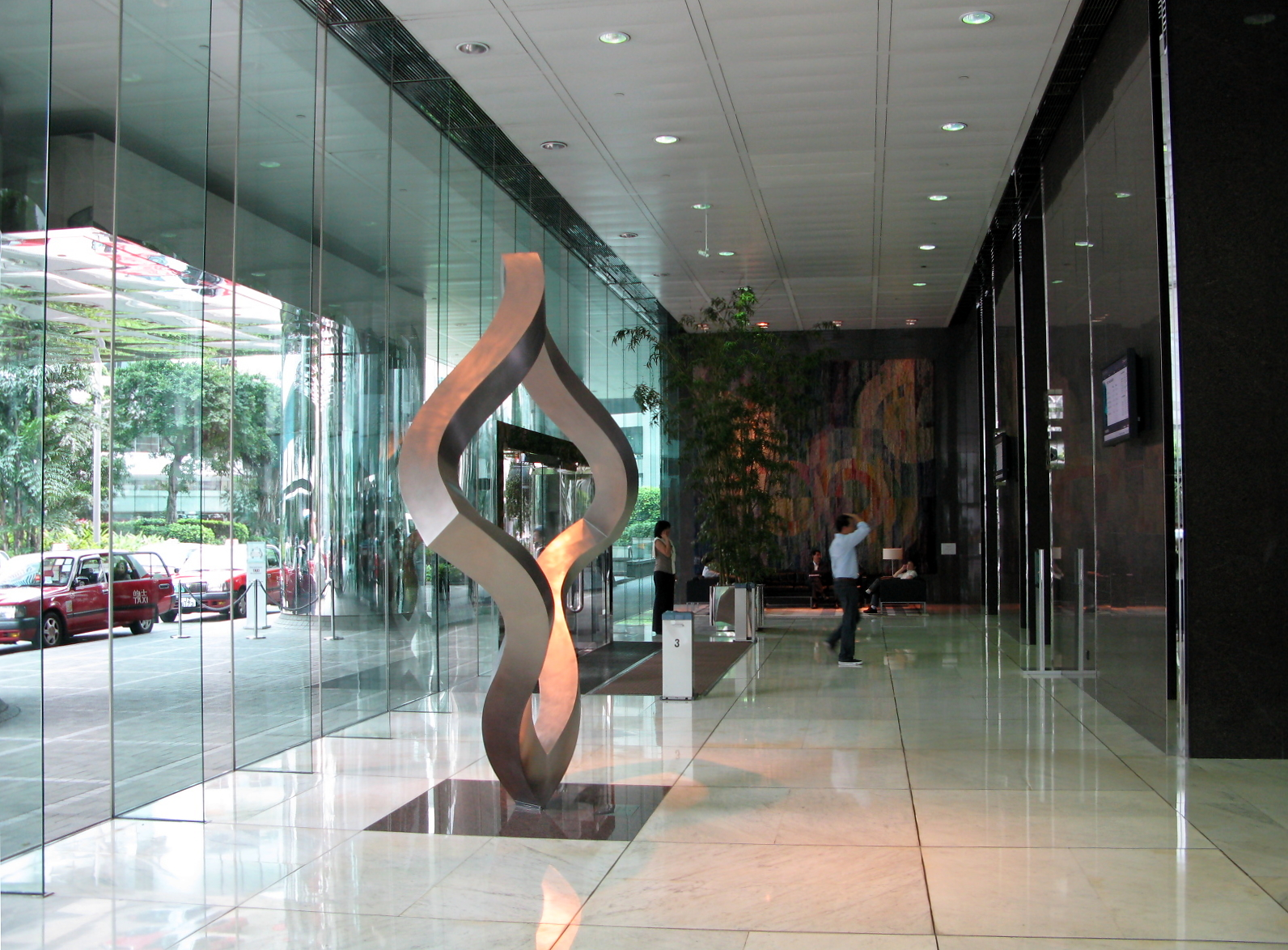
太古廣場一座寫字樓大堂（翻新前）
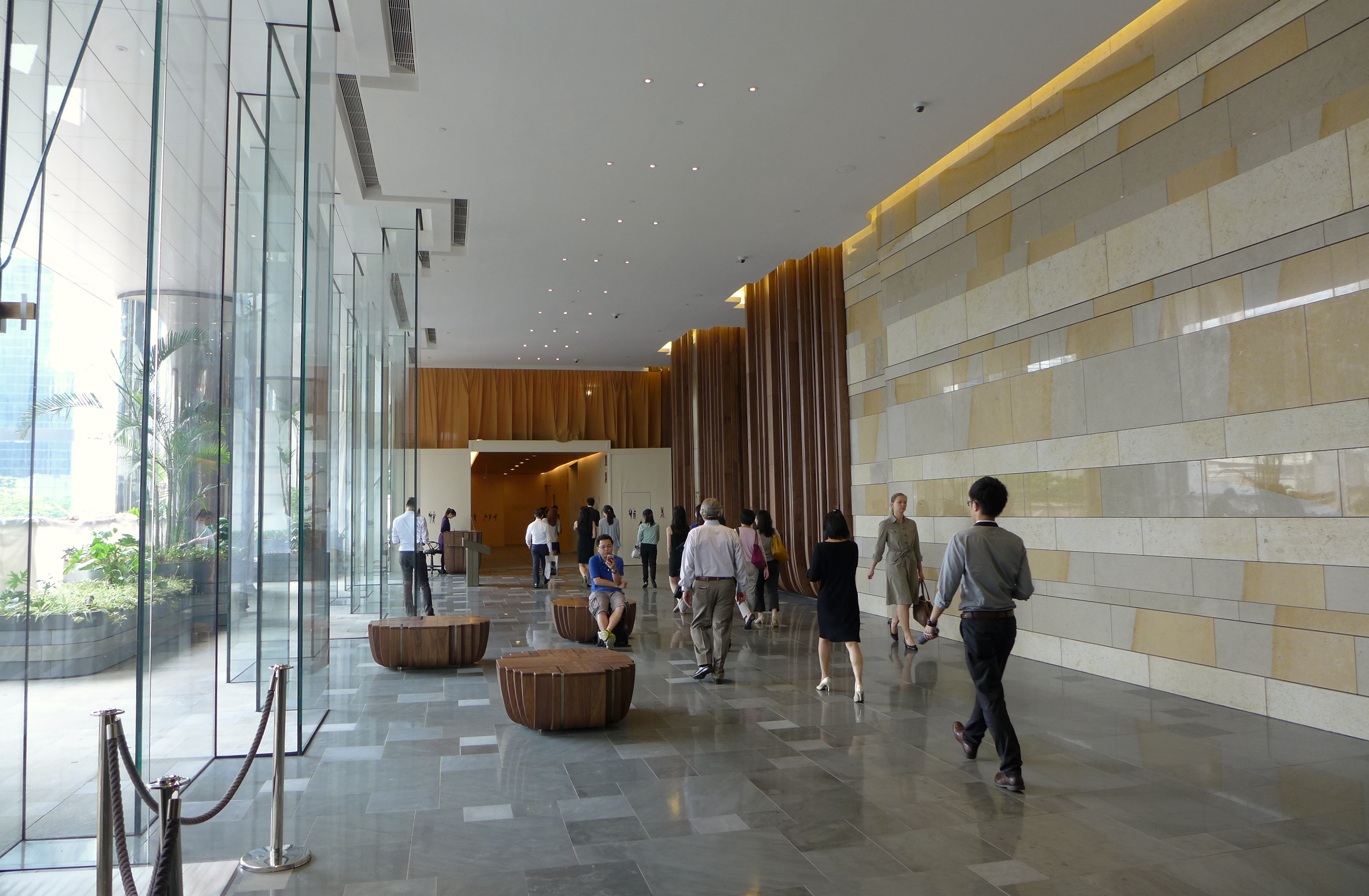
太古廣場一座寫字樓大堂（翻新中）
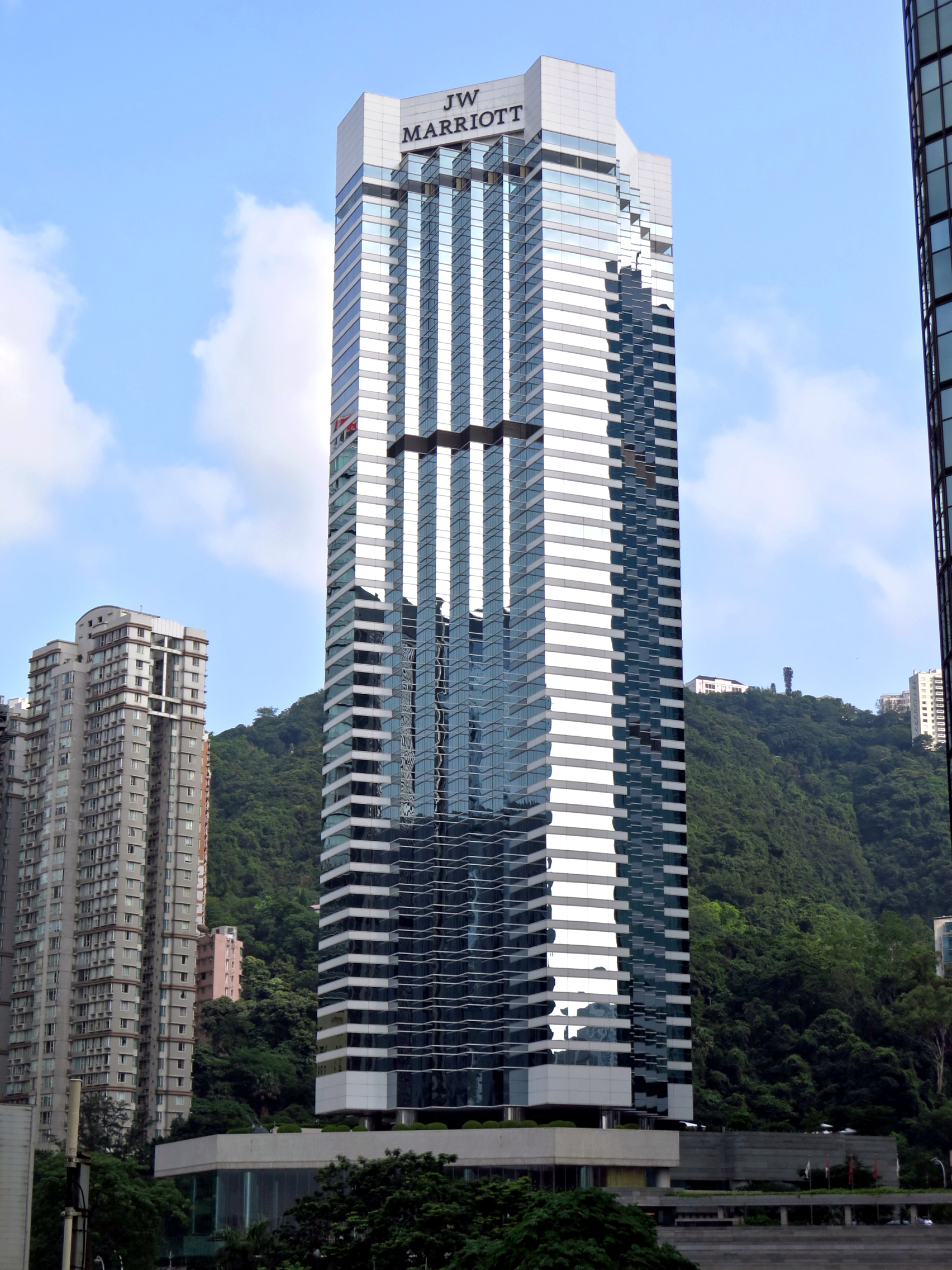
香港JW萬豪酒店
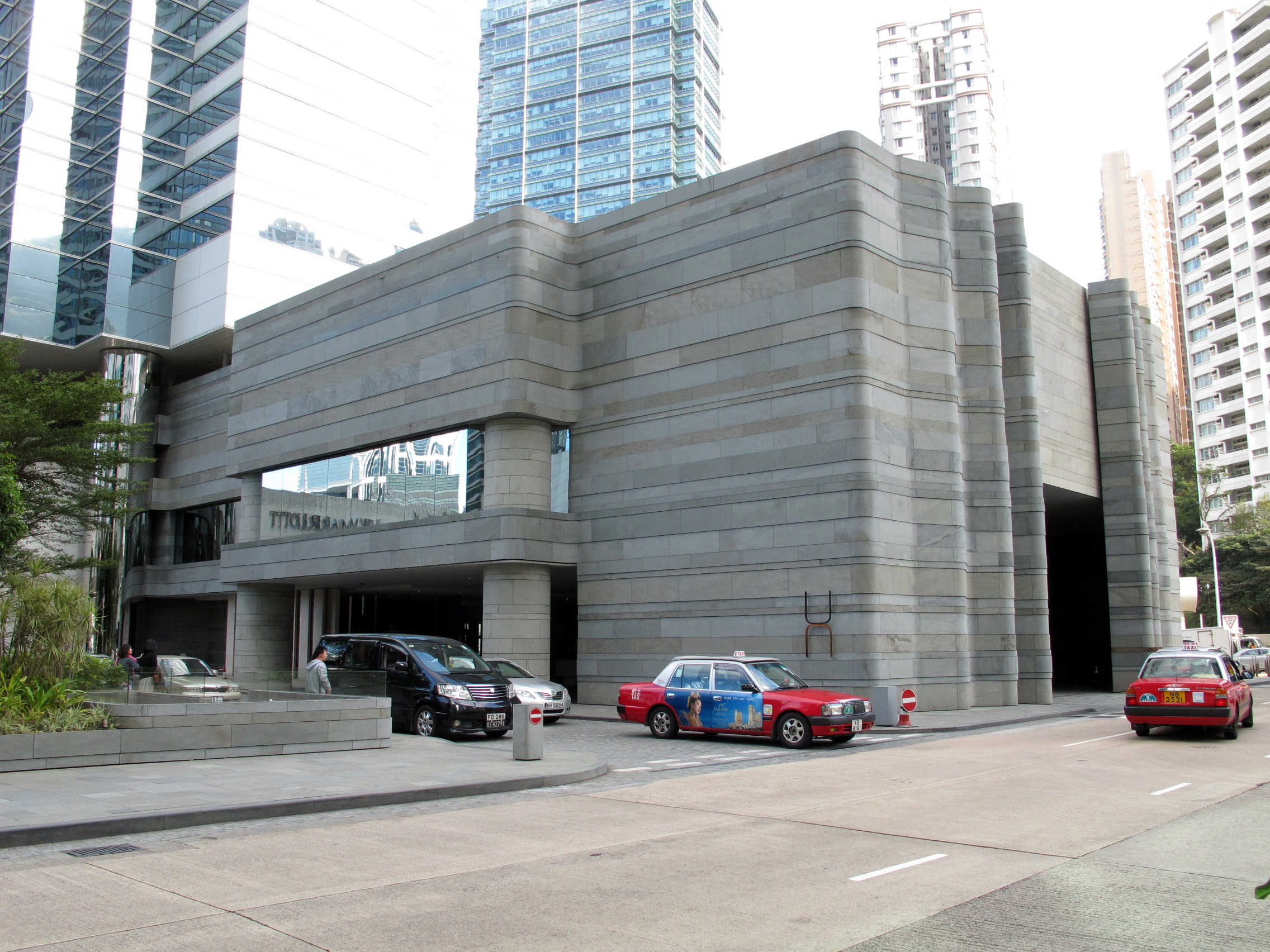
奕居車道入口

### 第2期
第2期設有2座高樓大廈及購物商場（當時視為「The Mall擴建部分」），於1987年8月及88年元旦動工，其中香港港麗酒店早於1989年12月封頂，1990年4月完成機電工程，並提前於10月開幕；至於港島香格里拉酒店則於1990年6月封頂，10月起進行內部裝修工程，1991年3月1日開幕。其中港島香格里拉酒店位於5樓至7樓及41樓至56樓，餘下的樓層為共27層的太古廣場二座寫字樓部份。2座主要租戶為建銀國際（34樓，已遷往中國建設銀行大廈）、凱雷投資集團（13樓及28樓）、施羅德投資管理（33樓）及富達基金（香港）有限公司 （21樓）等。
香港港麗酒店餘下的樓層，為服務式住宅「太古廣場栢舍」，位於11至37樓，設270個1房、2房及3房單位。38及39樓為防火層。
值得一提，第2期於建造時廣泛採用預製組件，建築期大幅縮減至四天便完成一層，最終結構工程只需13個月便完成。

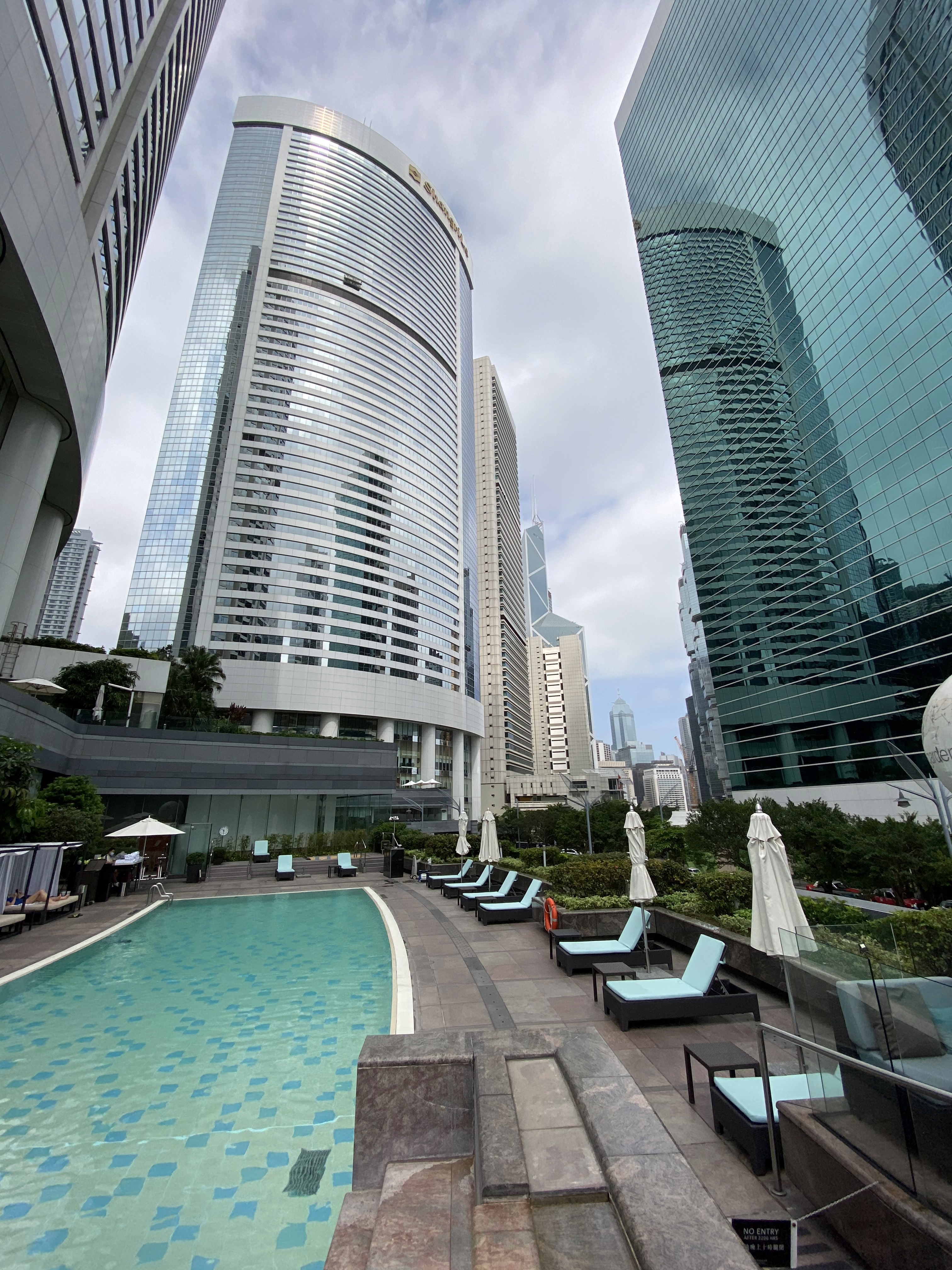
港島香格里拉酒店
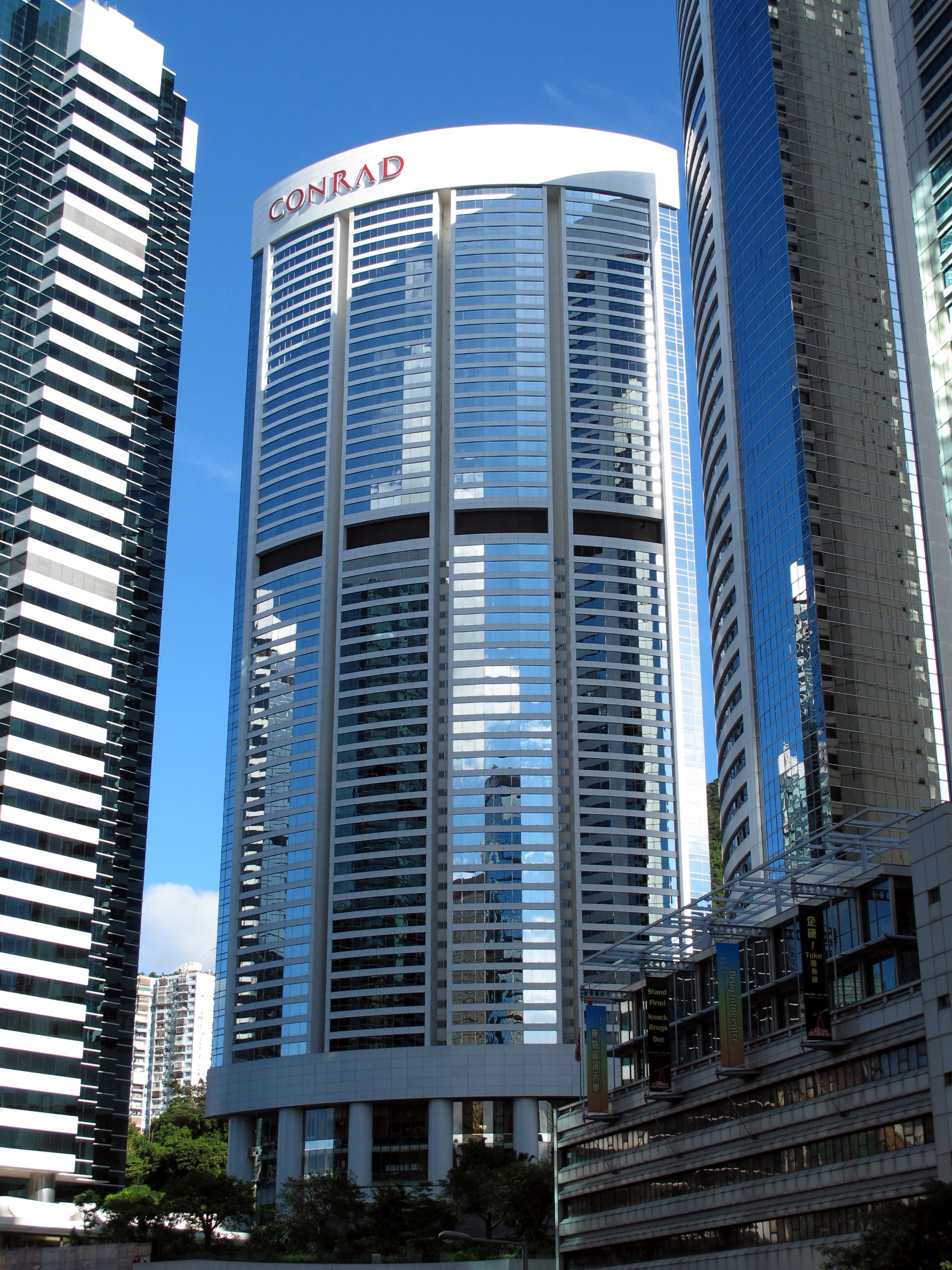
香港港麗酒店
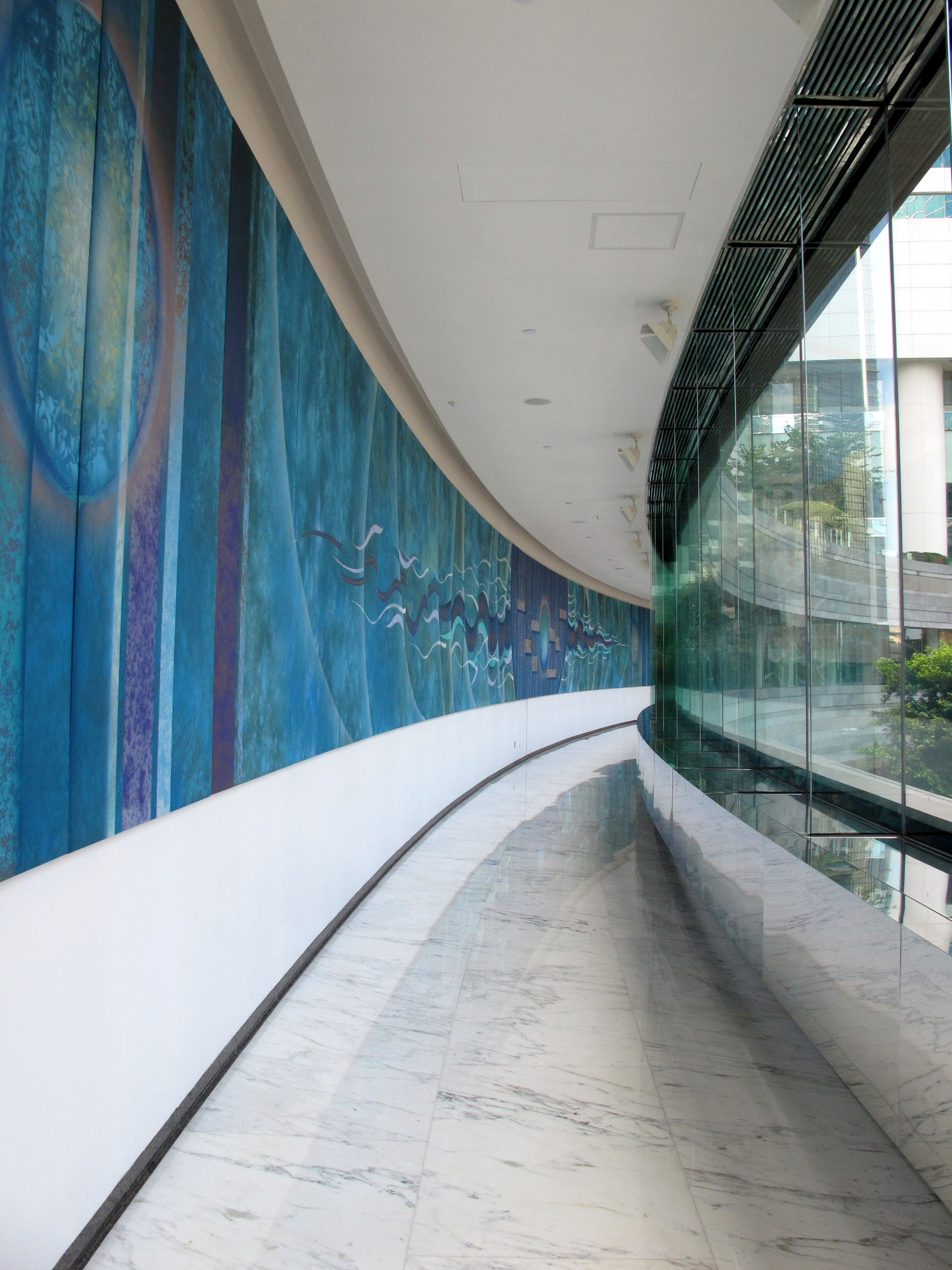
5樓通道
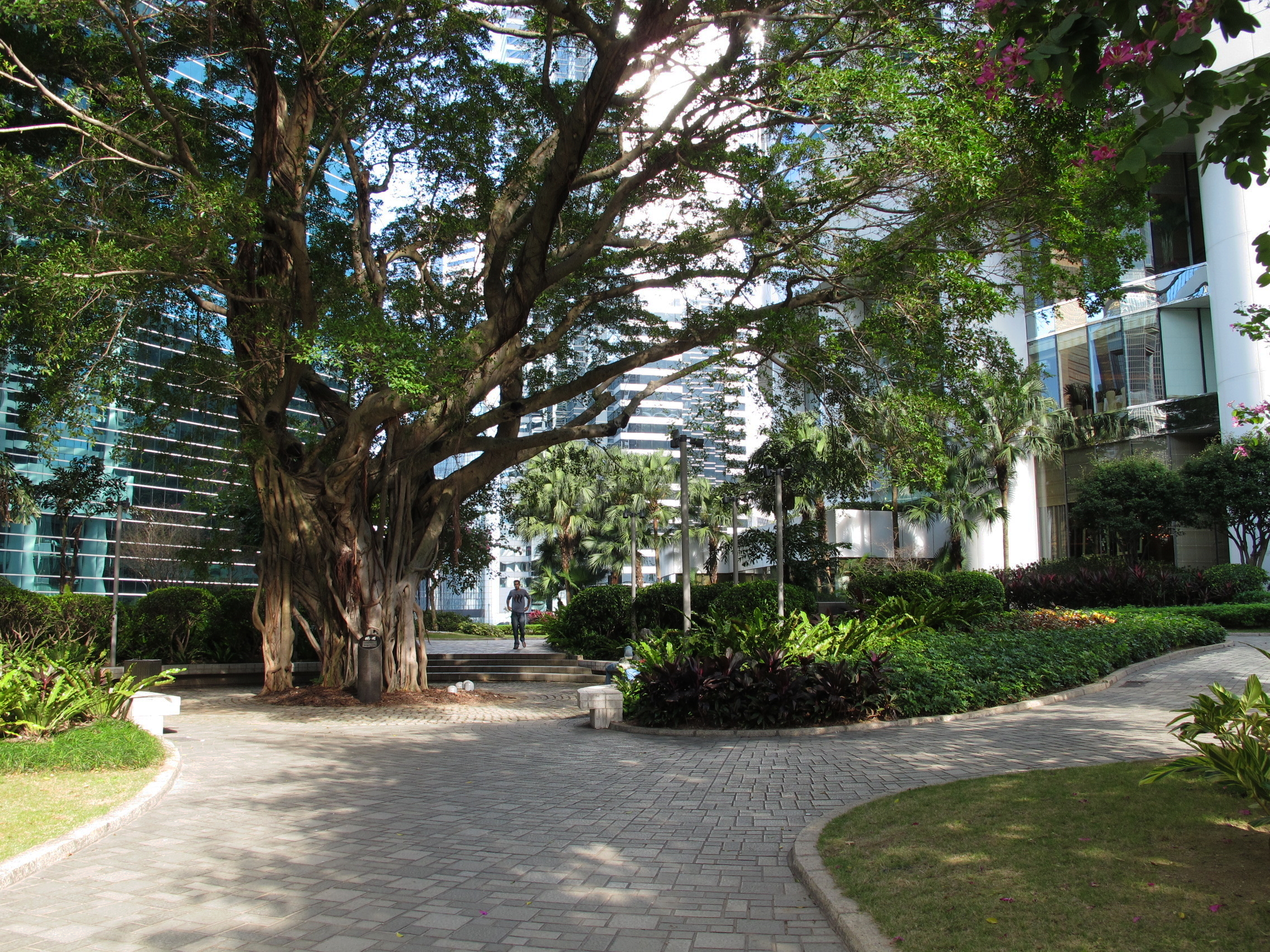
太古廣場平台大榕樹
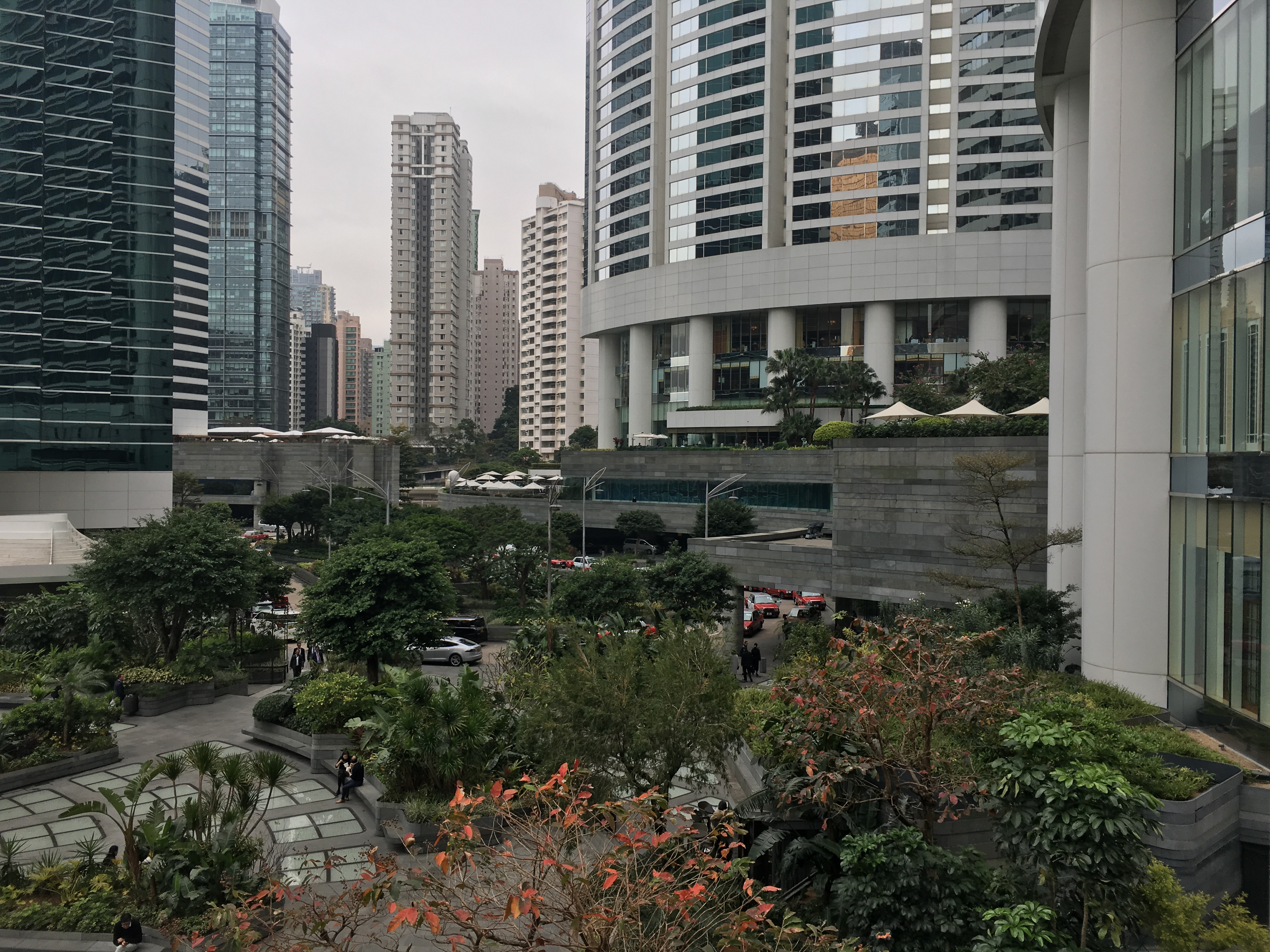
太古廣場平台
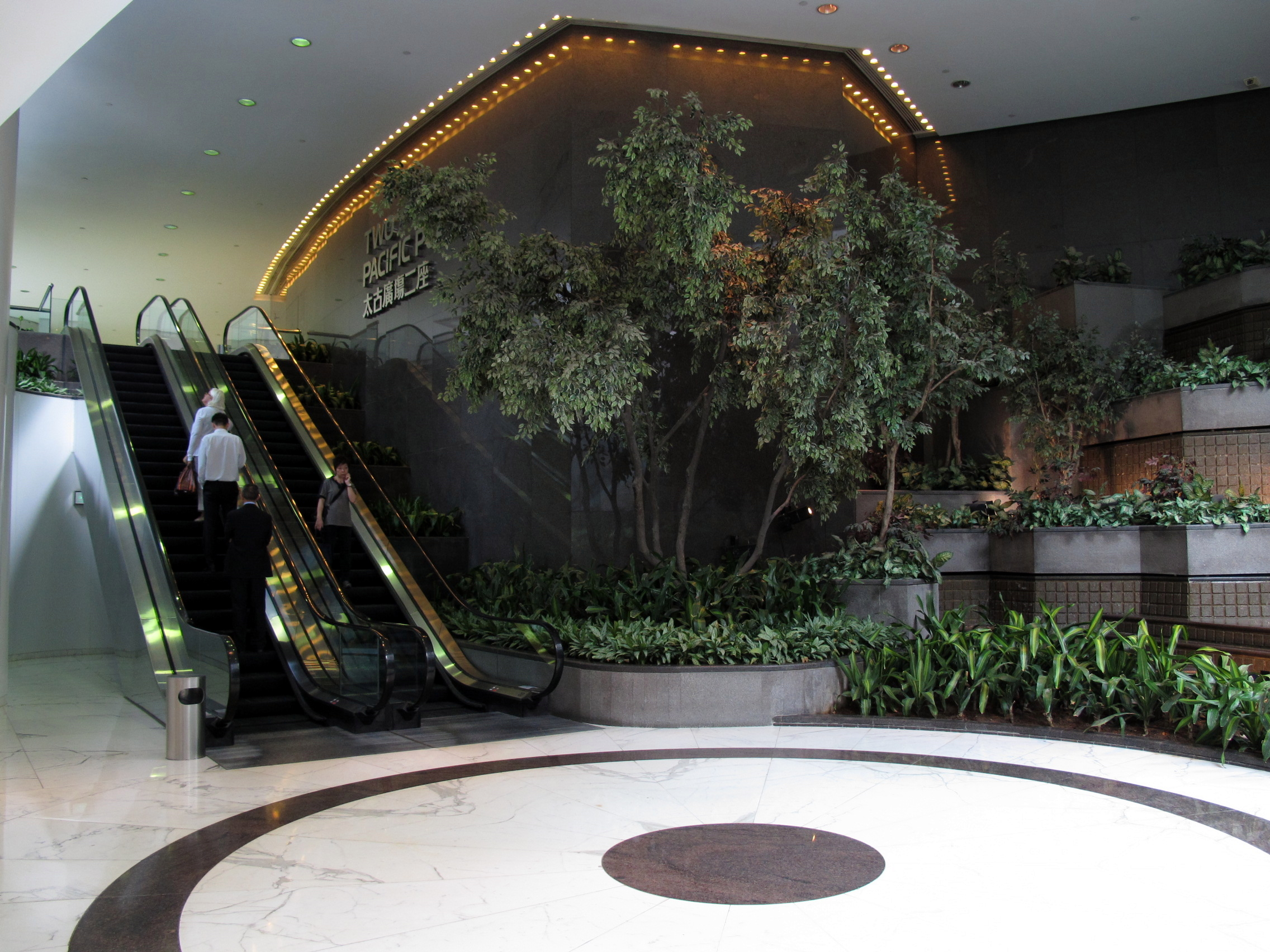
翻新前二座入口大堂

### 第3期
第3期位於灣仔星街，為2004年落成的太古廣場3座寫字樓，樓高34層。地庫設行人隧道直達太古廣場及港鐵金鐘站F出口。太古廣場三座是一幢統一業權的商業大廈，寫字樓單位只供出租而不會出售，放租單位均以全層為主。

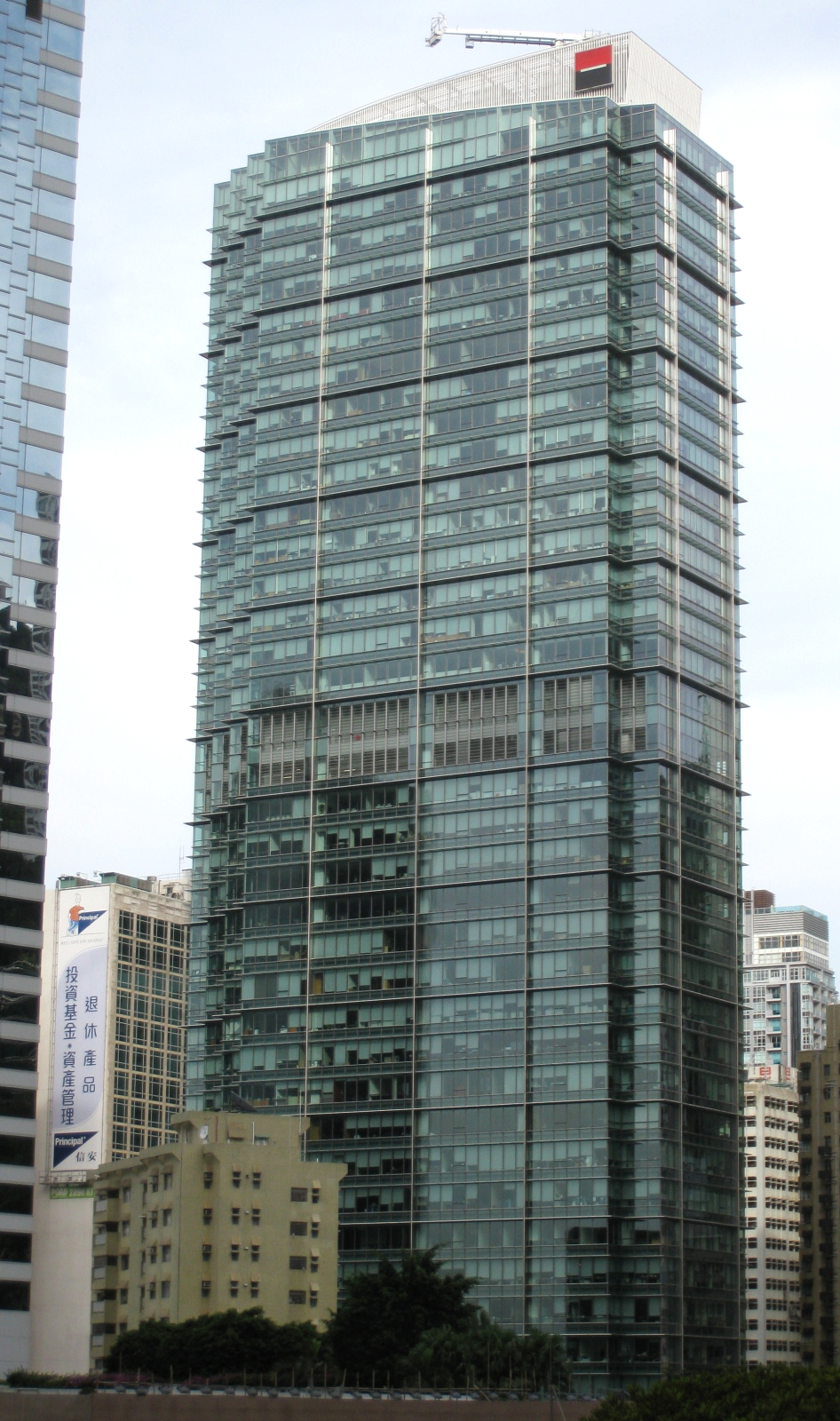
太古廣場3座
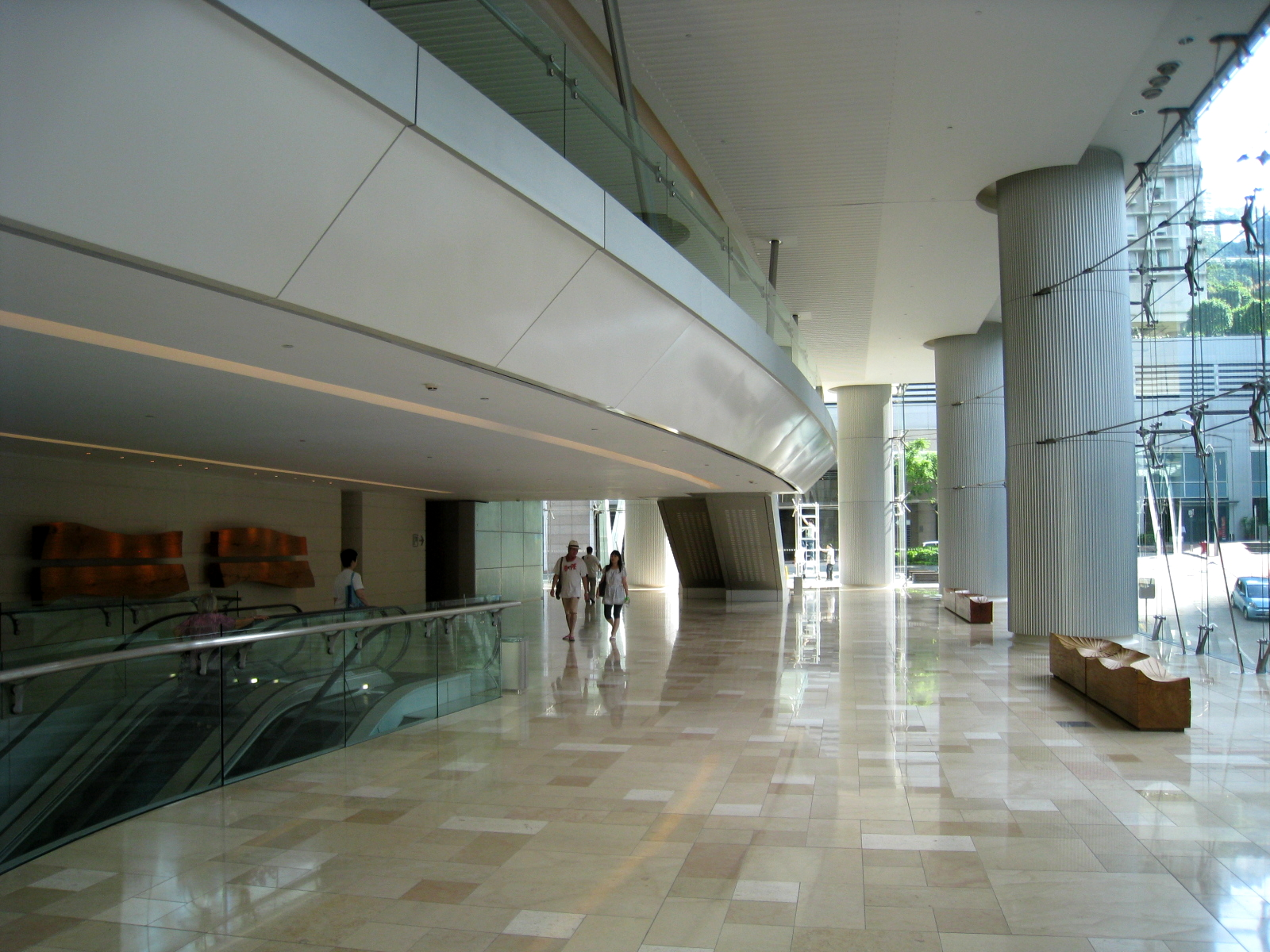
太古廣場3座寫字樓大堂
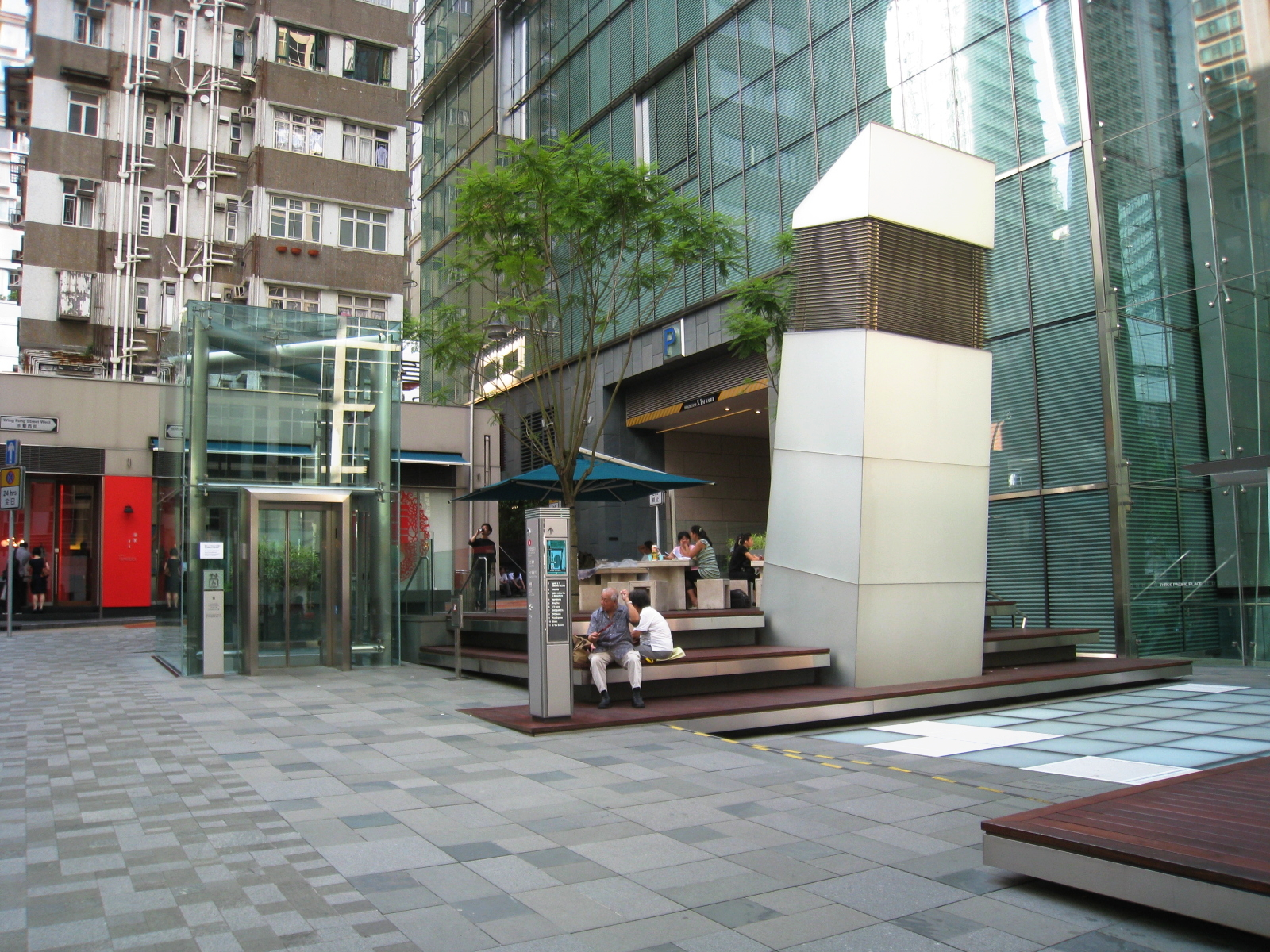
太古廣場3座公共空間
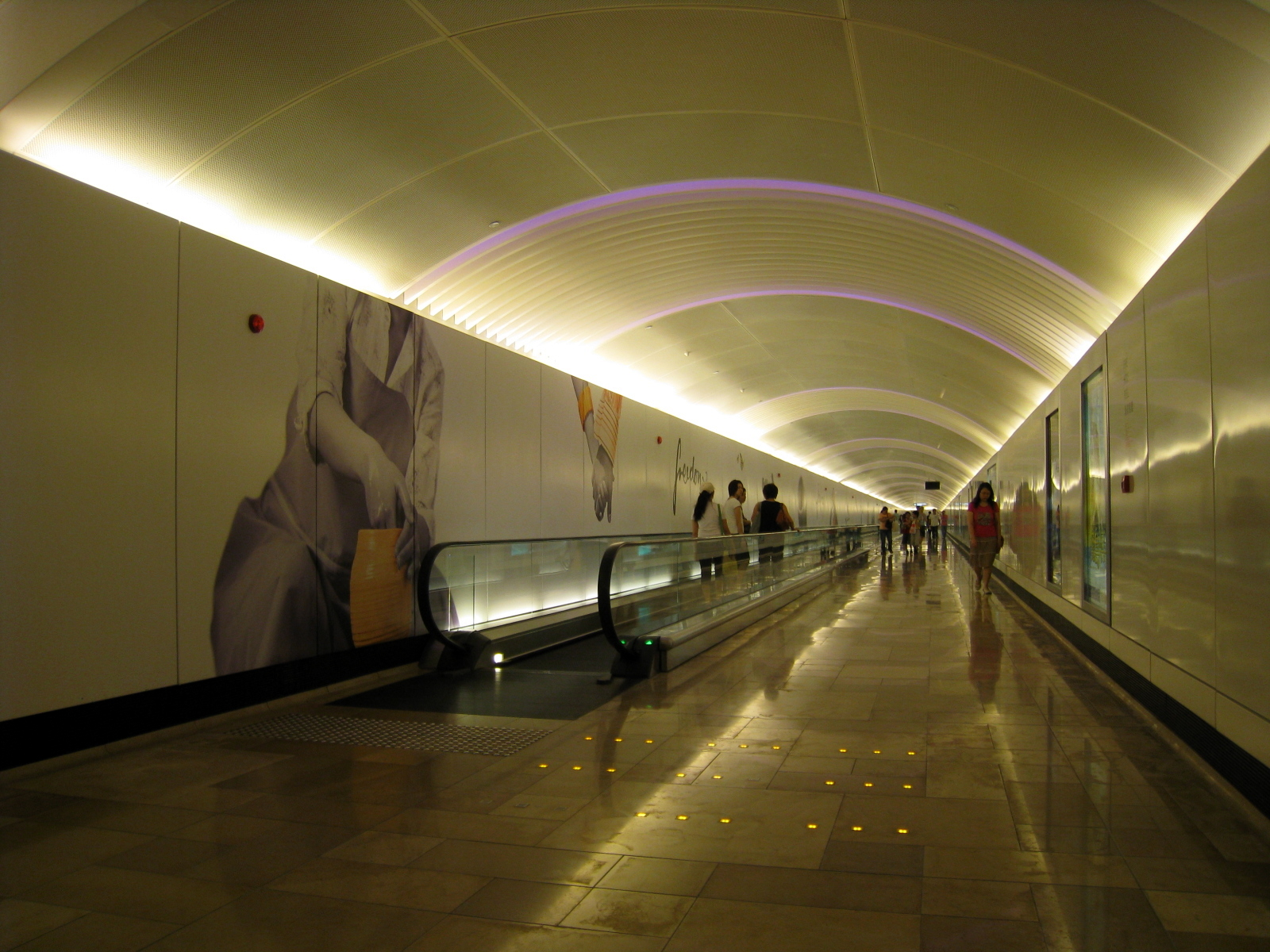
連接太古廣場三期行人隧道

### 第4期（前稱軒尼詩道28號）
第4期前稱軒尼詩道28號，現名為太古廣場第5座，為樓高27層的寫字樓，總樓面面積逾146,000平方呎，是一幢統一業權的商業大廈。太古廣場5座前身為大生商業大廈，大廈在2022年起進行翻新工程，並在同年12月改名。

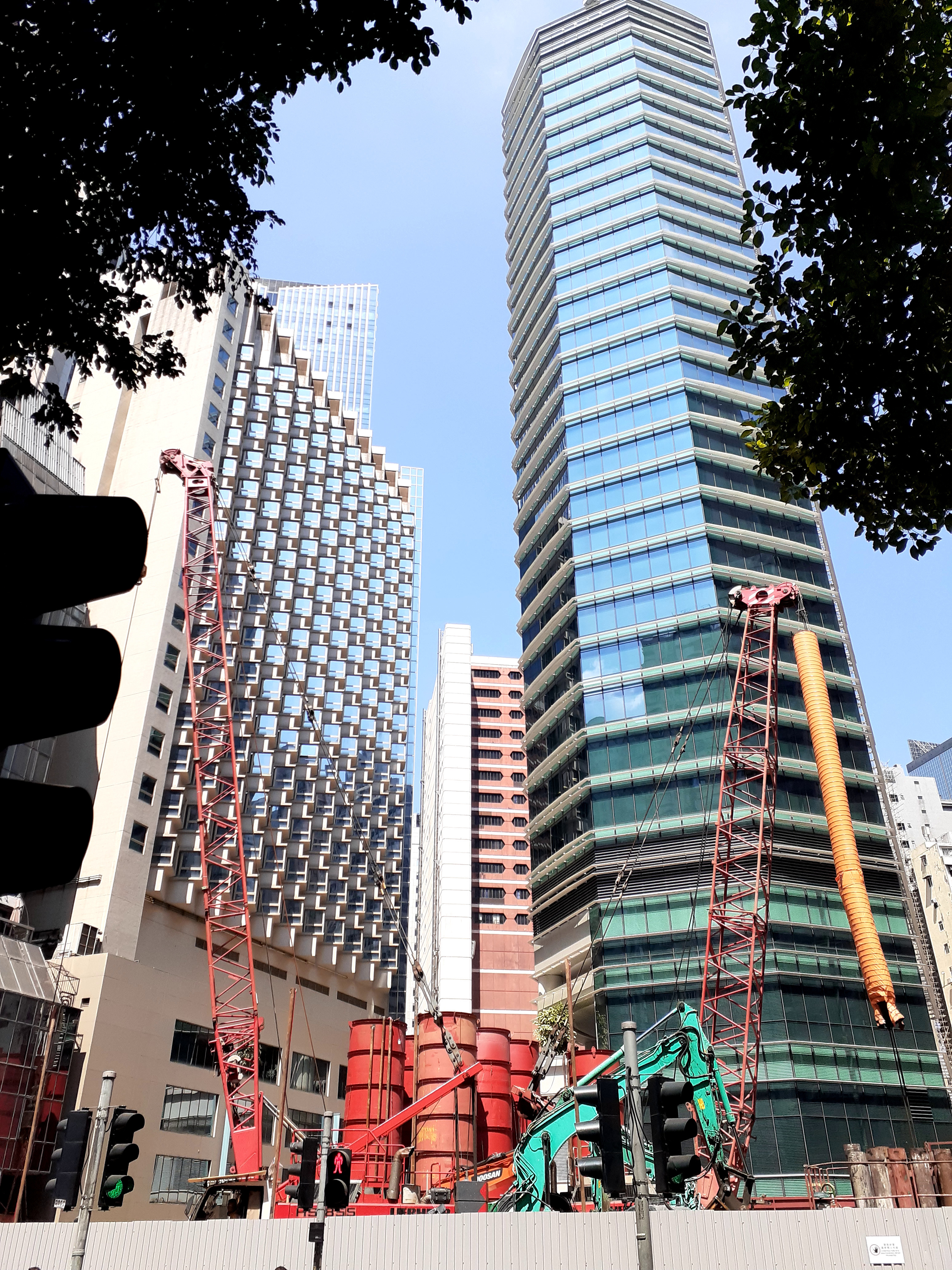
大廈外貌
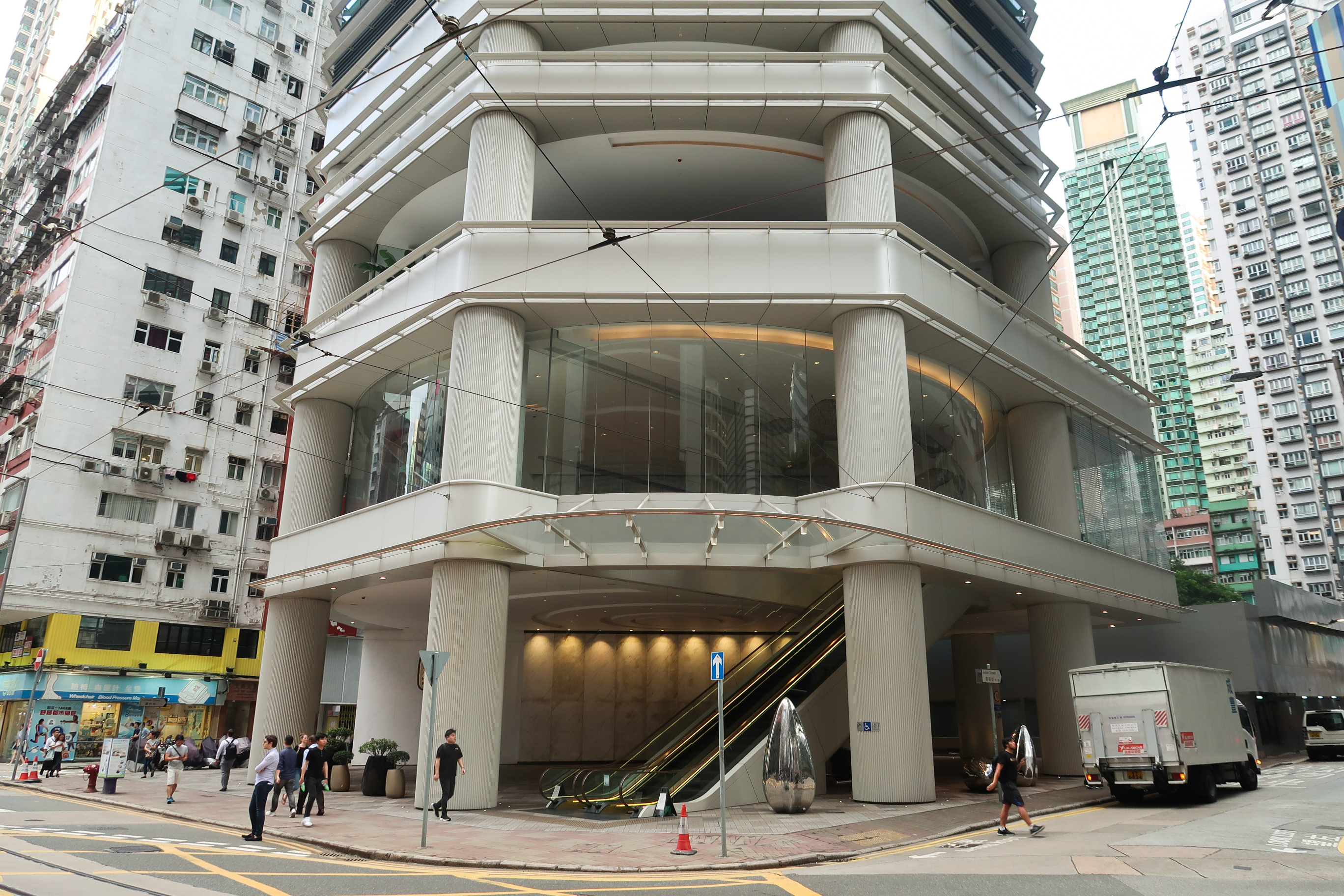
大廈基座
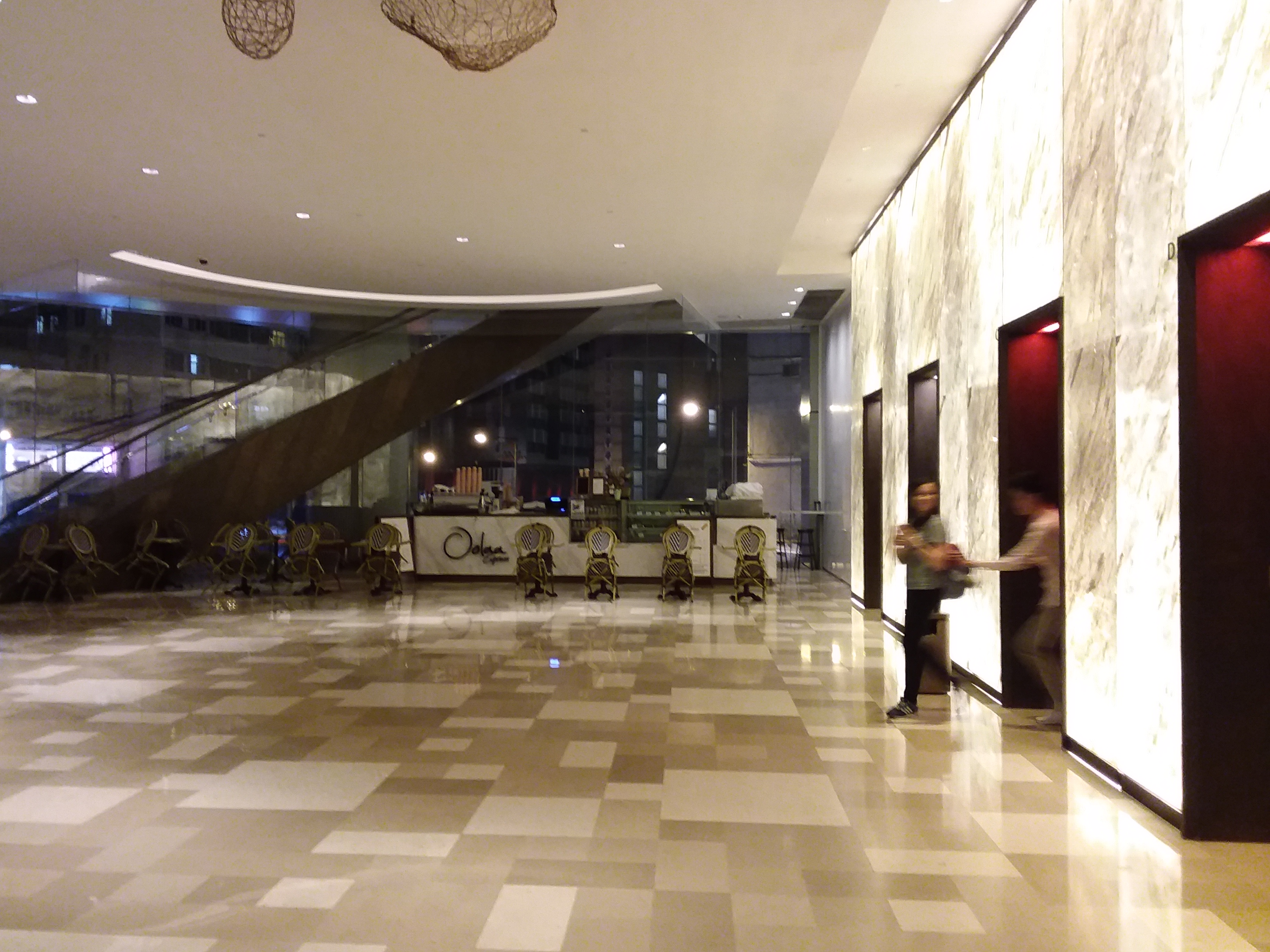
寫字樓大堂

### 第5期
第5期名為太古廣場六座，為樓高24層寫字樓，提供約21.8萬平方呎的辦公樓樓面，將於2023年竣工。項目現正進行招租，目前預租率已達總可租樓面面積的23%，涉及超過4.5萬平方呎樓面。地皮前身為寶華大廈及晏頓街、蘭杜街的舊樓，項目完成後將連接太古廣場3座地下行人隧道及太古廣場5座。

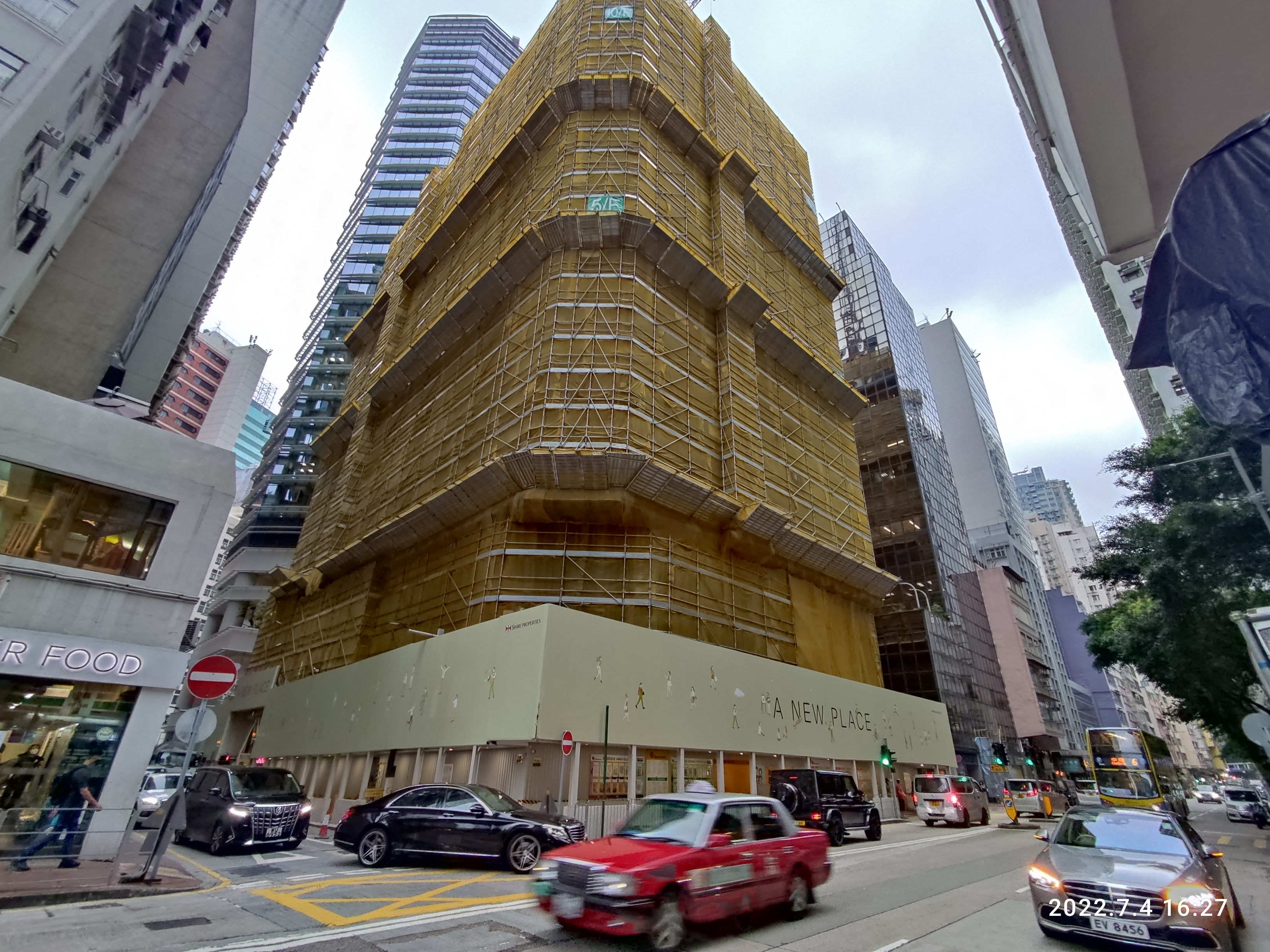
興建中，2022年7月
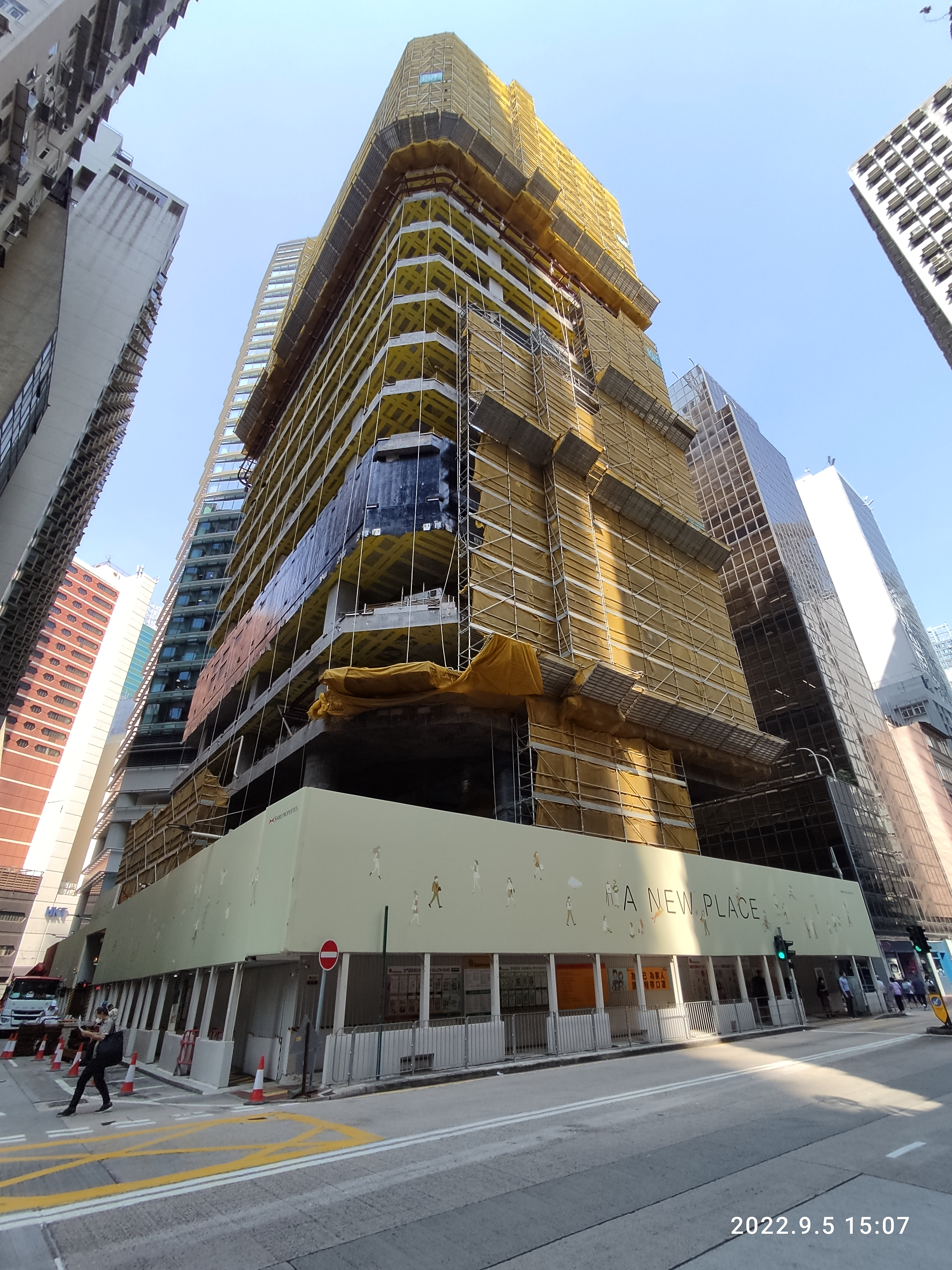
興建中，2022年9月
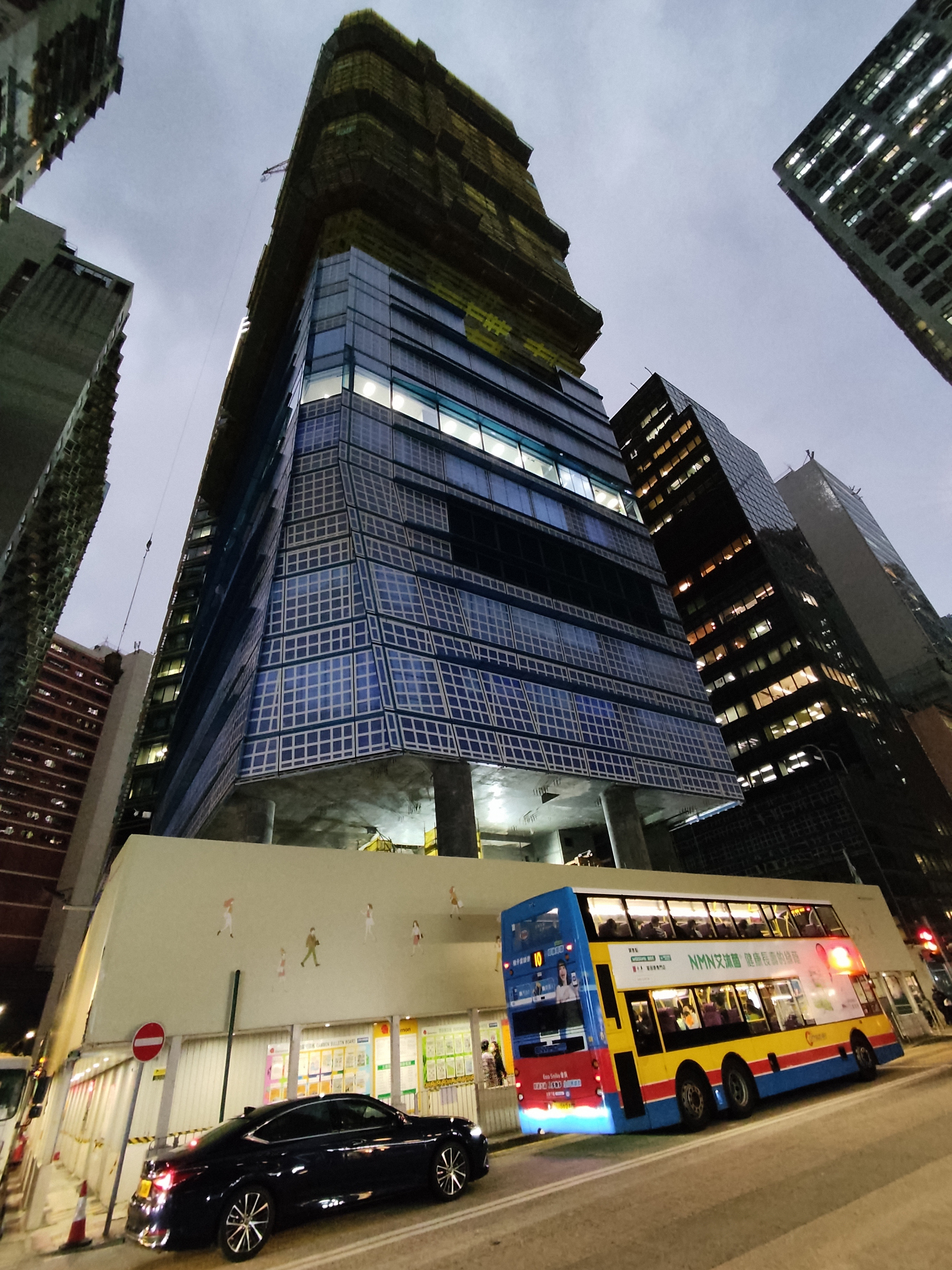
興建中，2022年11月
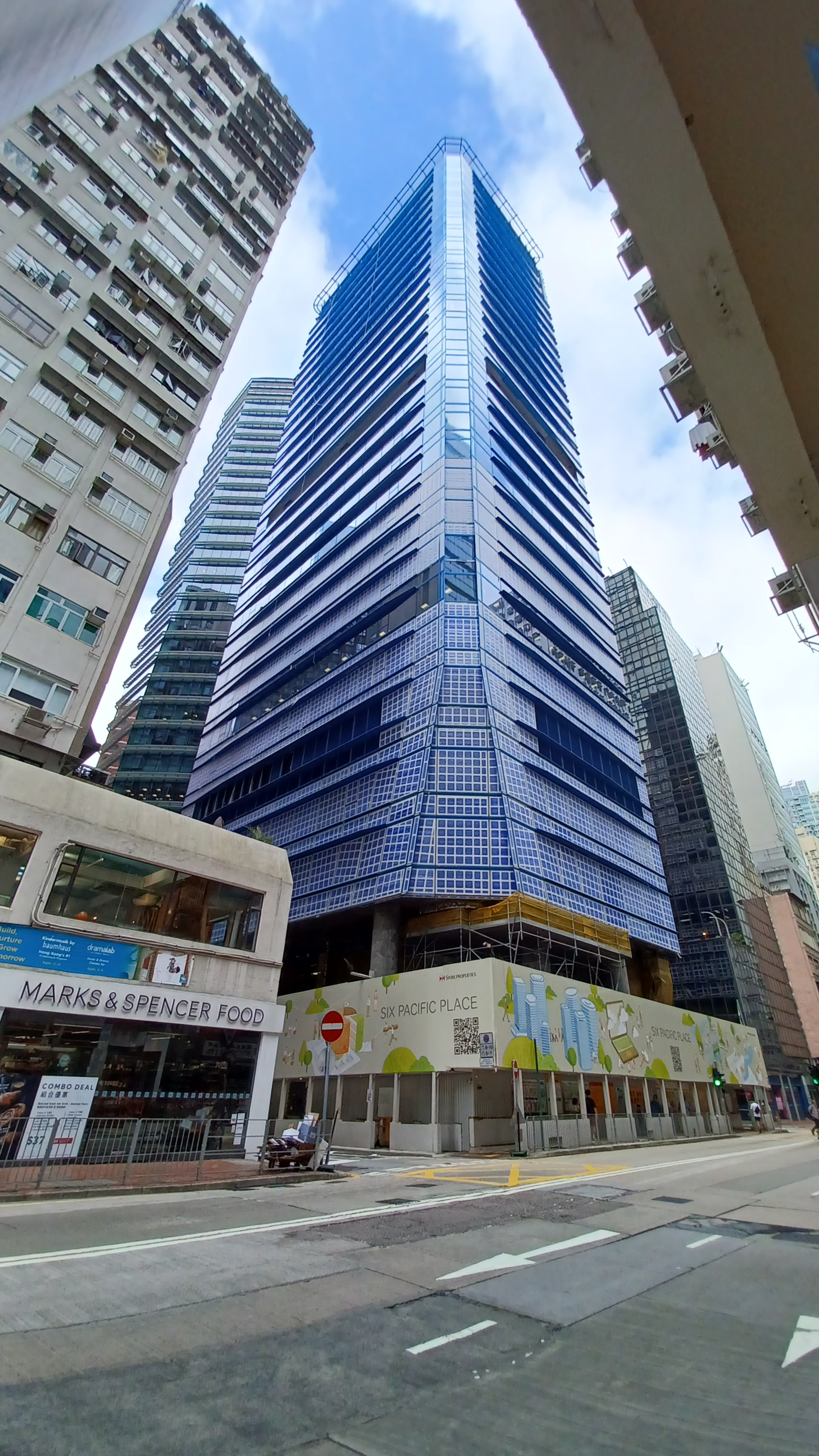
興建中的太古廣場六座，2023年5月
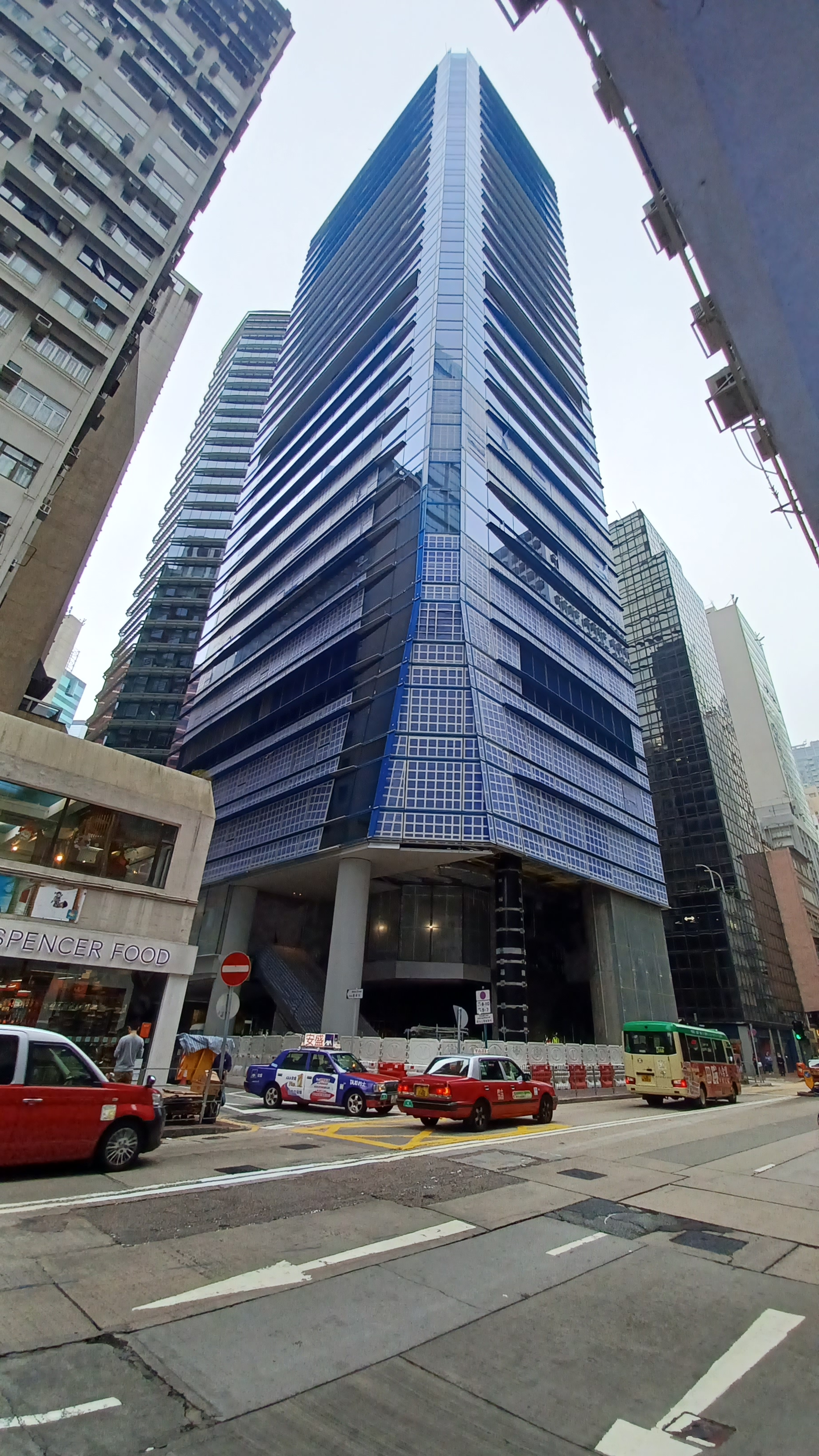
即將完工的太古廣場六座，2024年2月
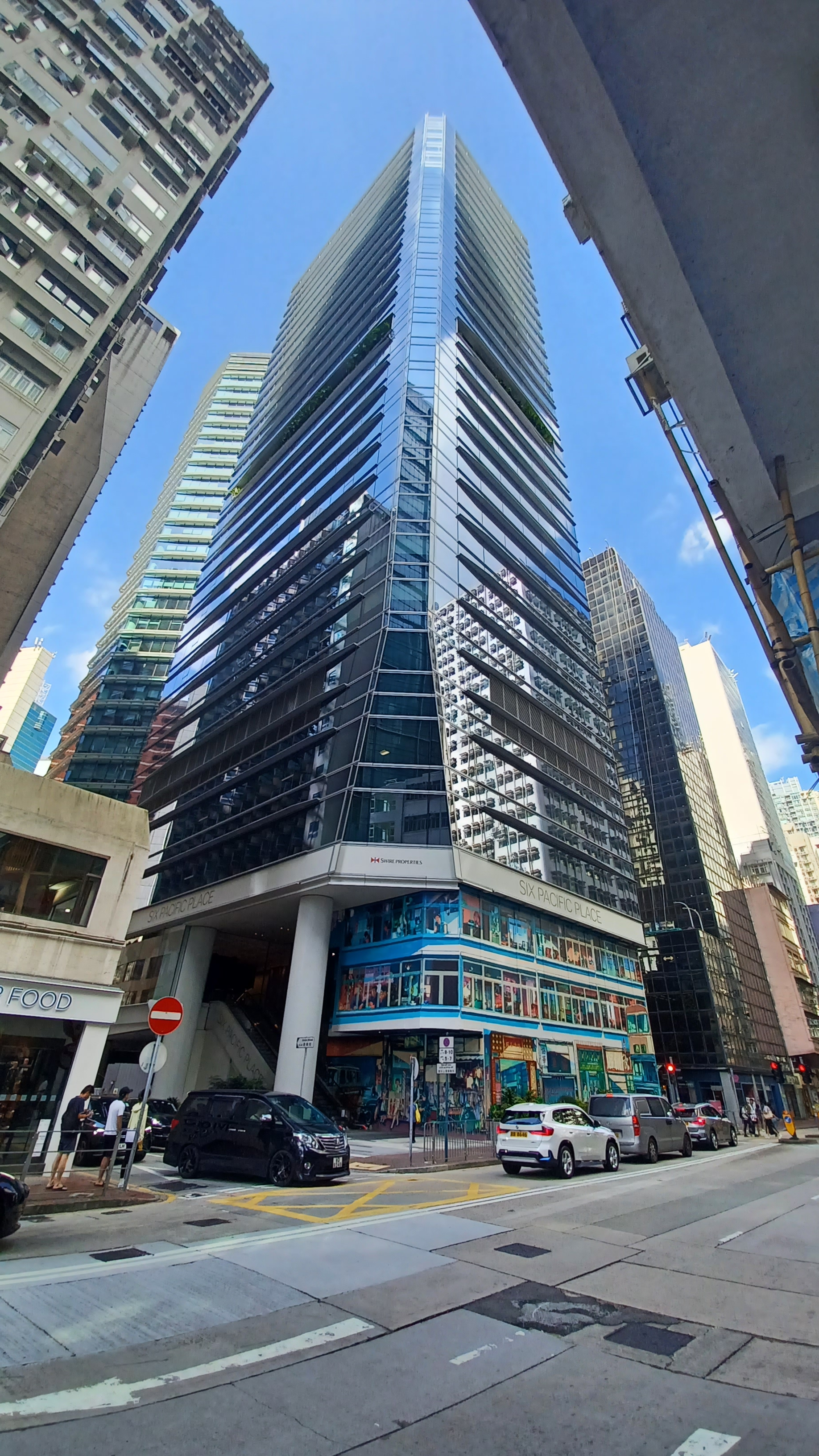
已落成的太古廣場六座，2025年8月

## 商場

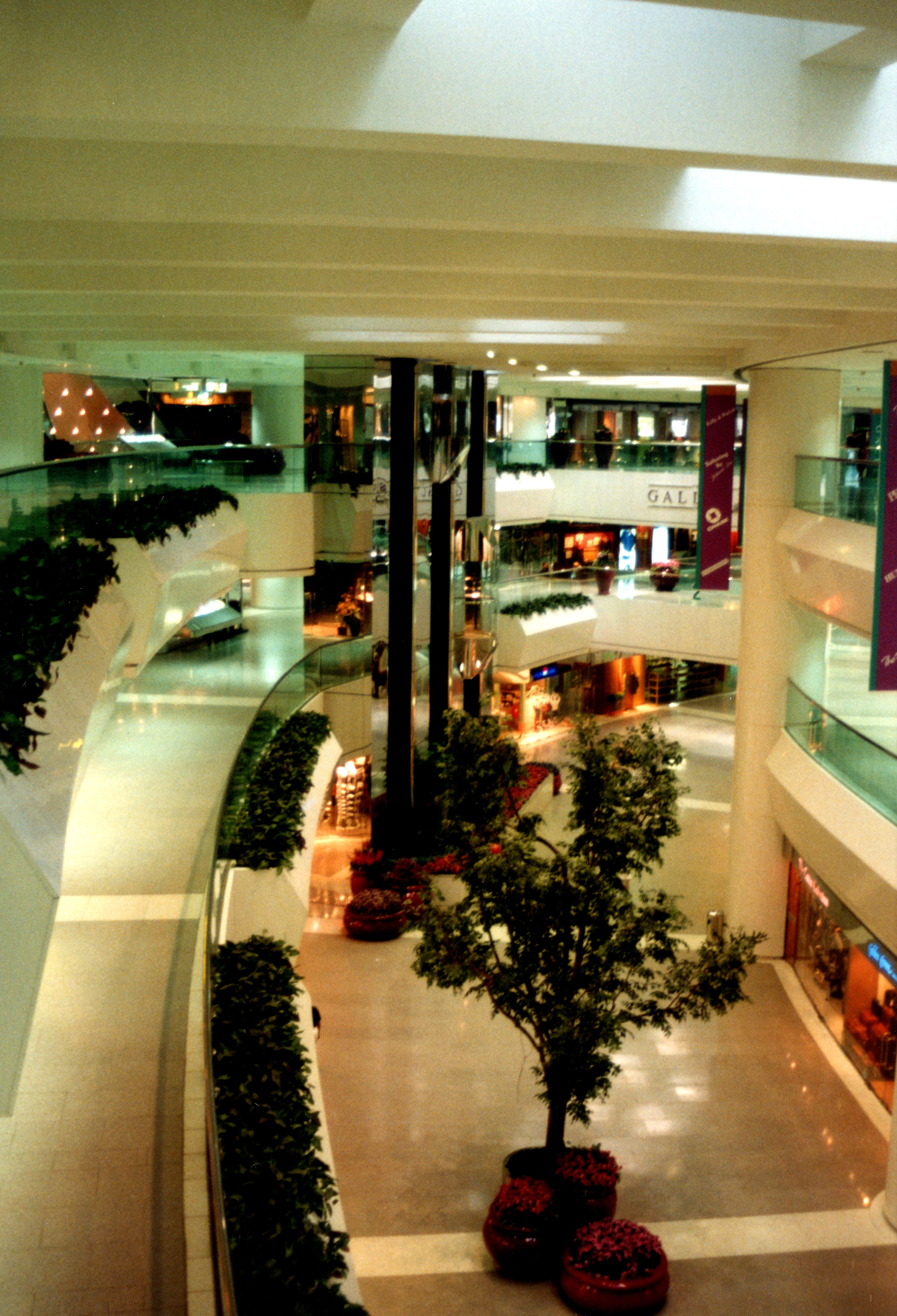
1991年的太古廣場

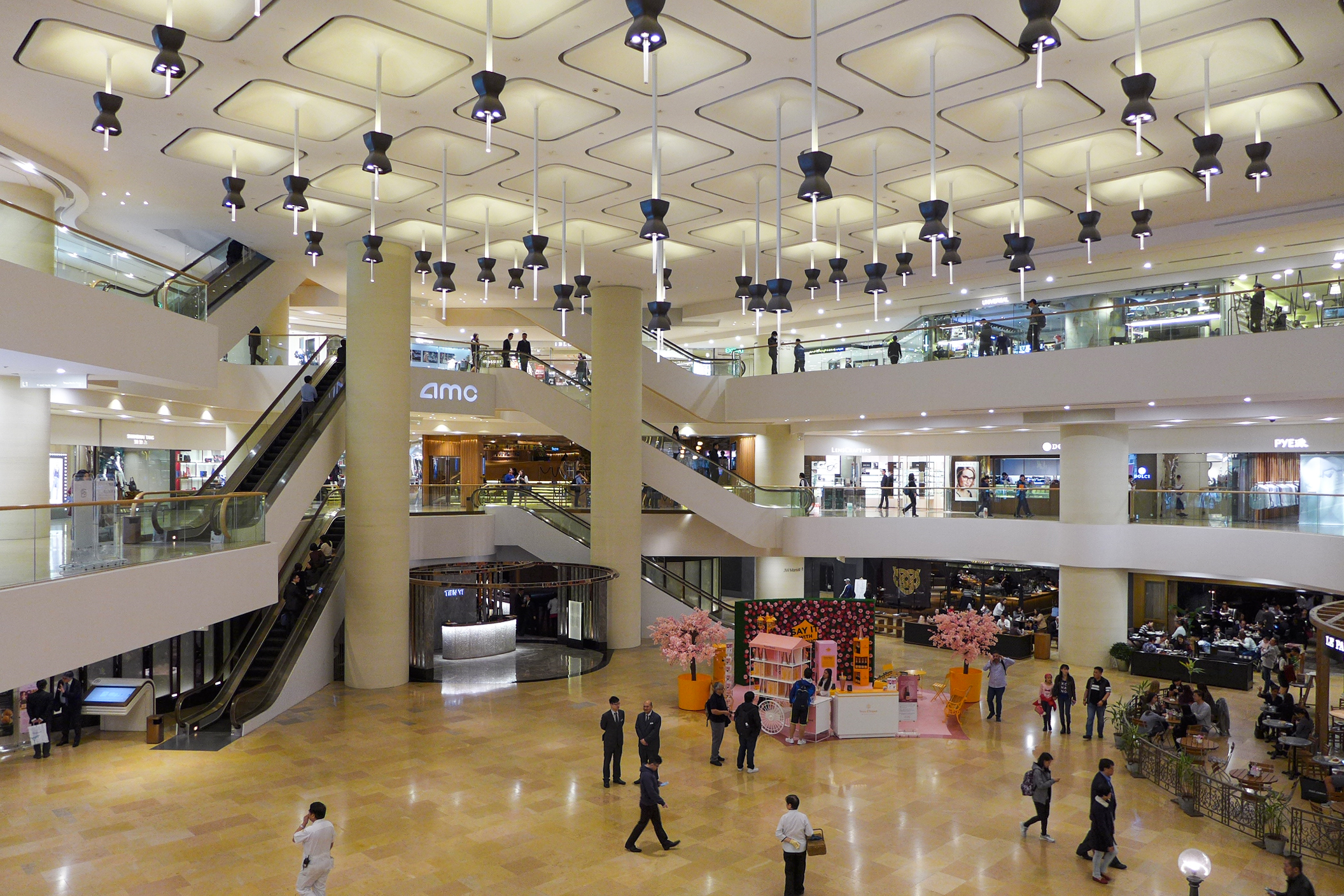
2009年翻新後的第1期中庭 Garden Court

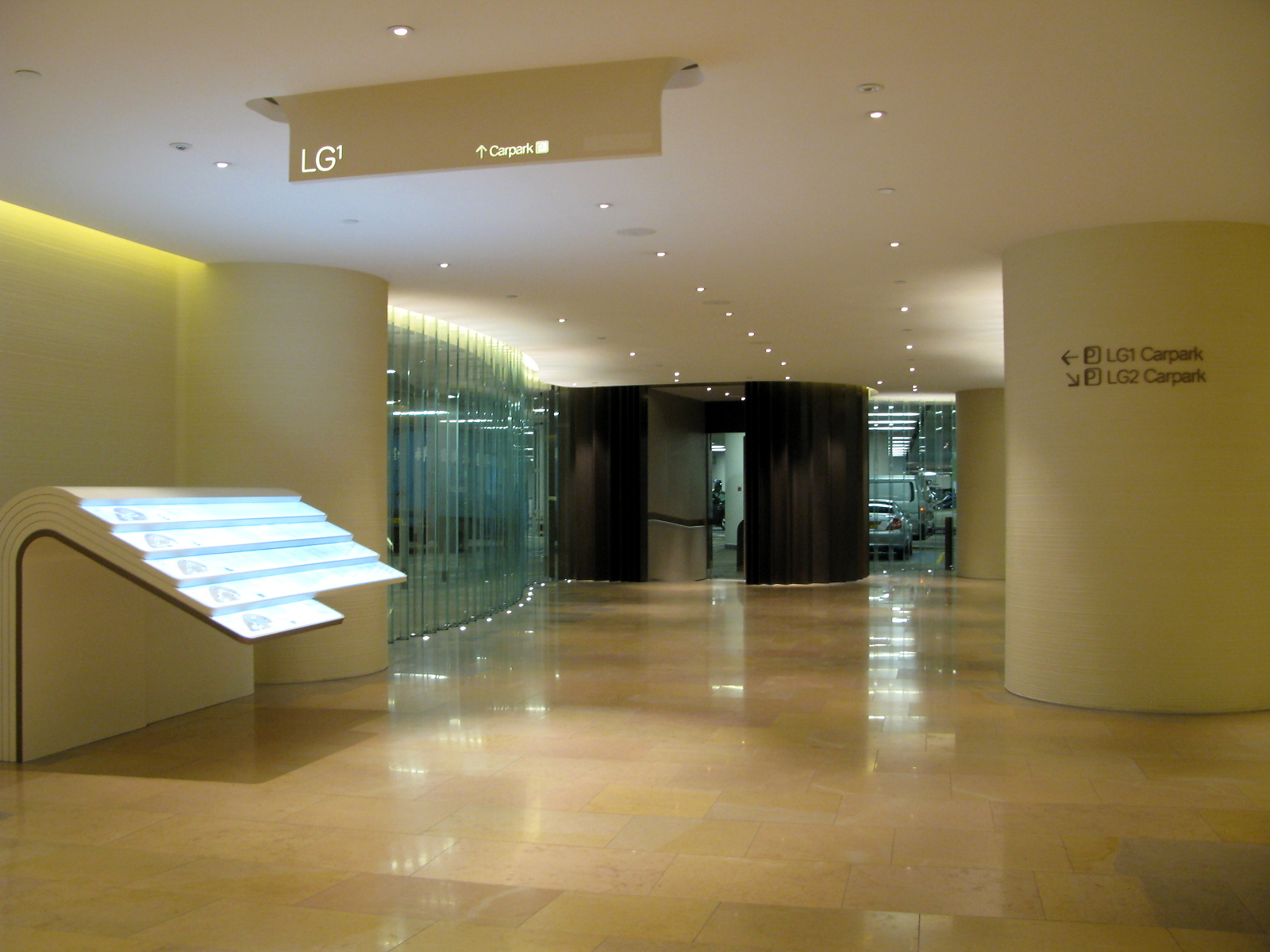
2009年新建的停車場大堂

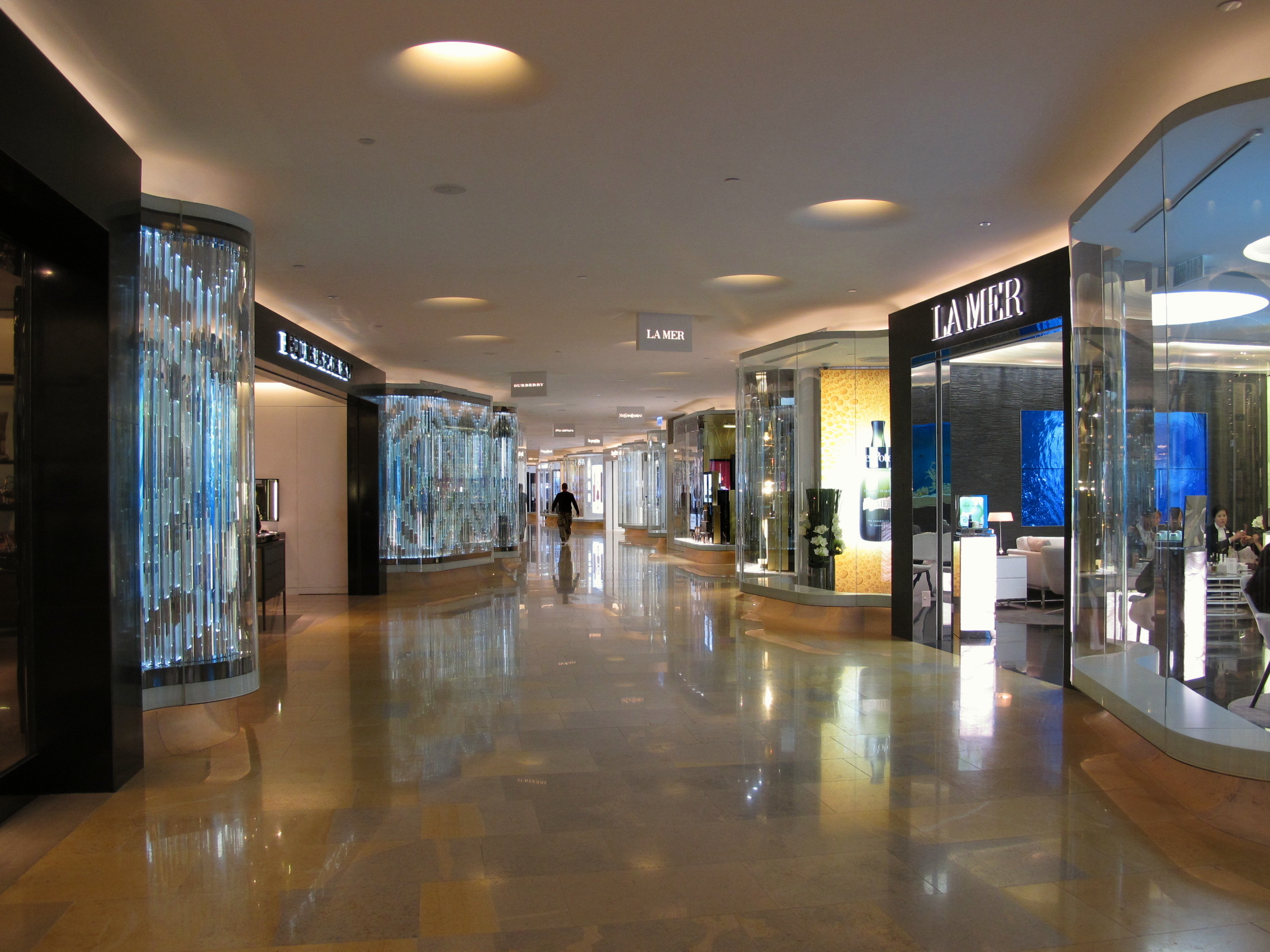
2012年1樓新建的The Beauty Gallery，匯集九個國際美妝及護膚品牌

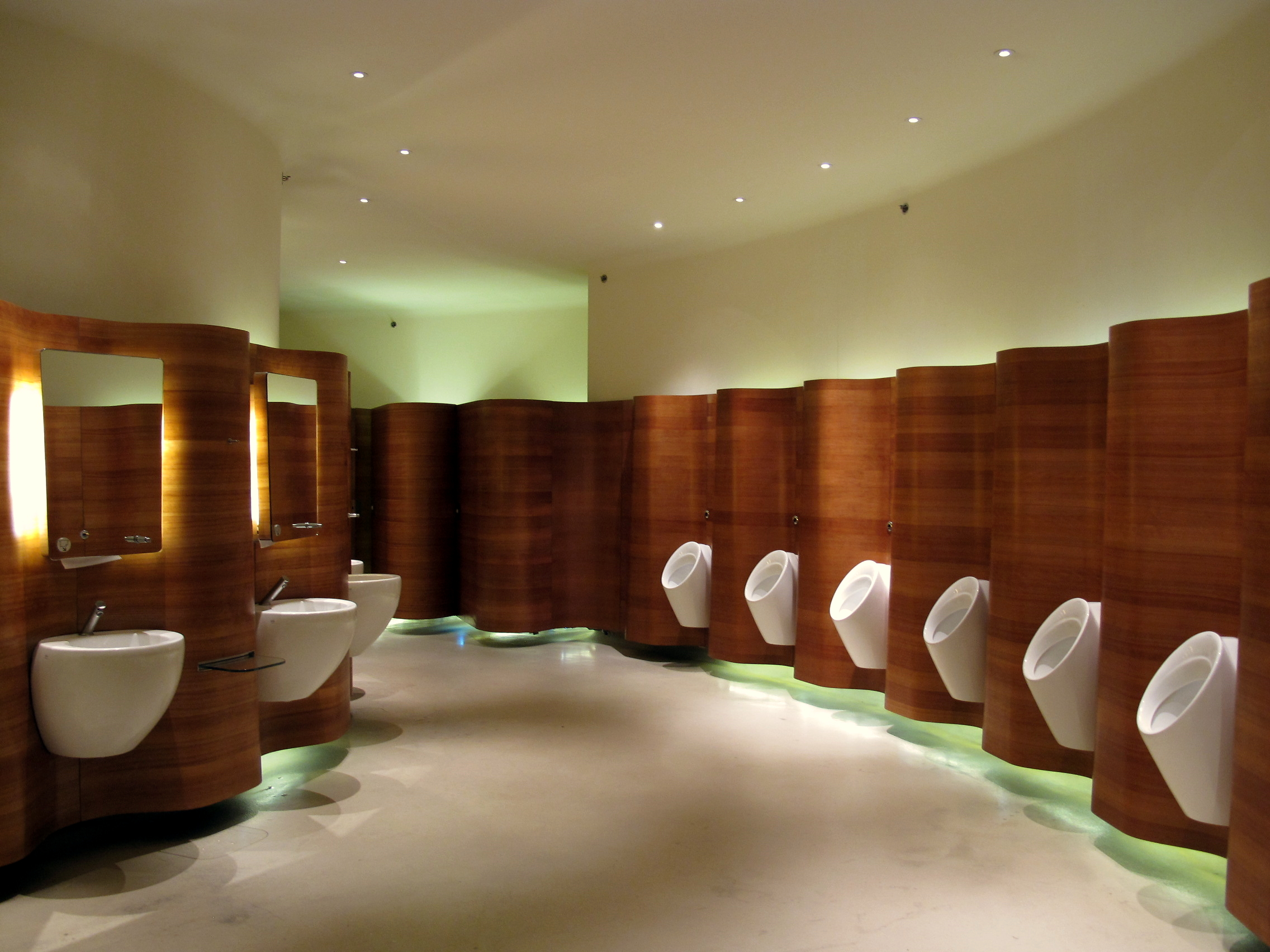
太古廣場洗手間由英國著名設計師湯馬斯·海瑟尉（Thomas Heatherwick）主理

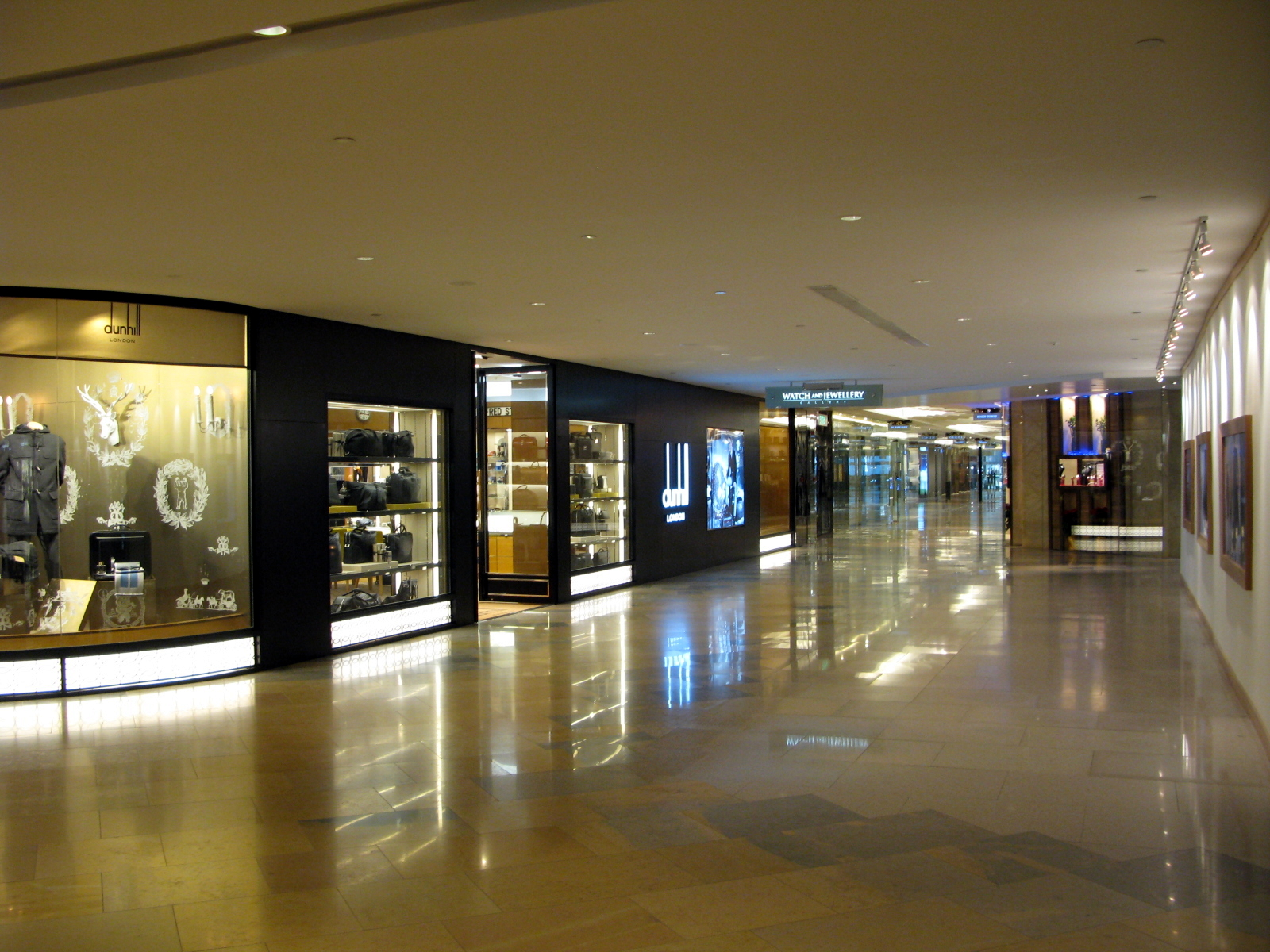
太古廣場3樓為高級名店集中地

太古廣場的商場部份共有5層，現時擁有約160家名店及設Harvey Nichols百貨公司。商場裡多個大堂，是舉行各類展覽與時裝表演的場地。商場設有行人天橋連接金鐘廊與統一中心，亦有地下行人通道連接香港鐵路金鐘站及太古廣場第3期。商場另設有行人電梯連接香港公園。
太古廣場第一期首先於1988年12月開始招租，1989年3月開幕，當第二期上蓋物業行將落成之際，擴建部分亦於1990年7月全面開幕。

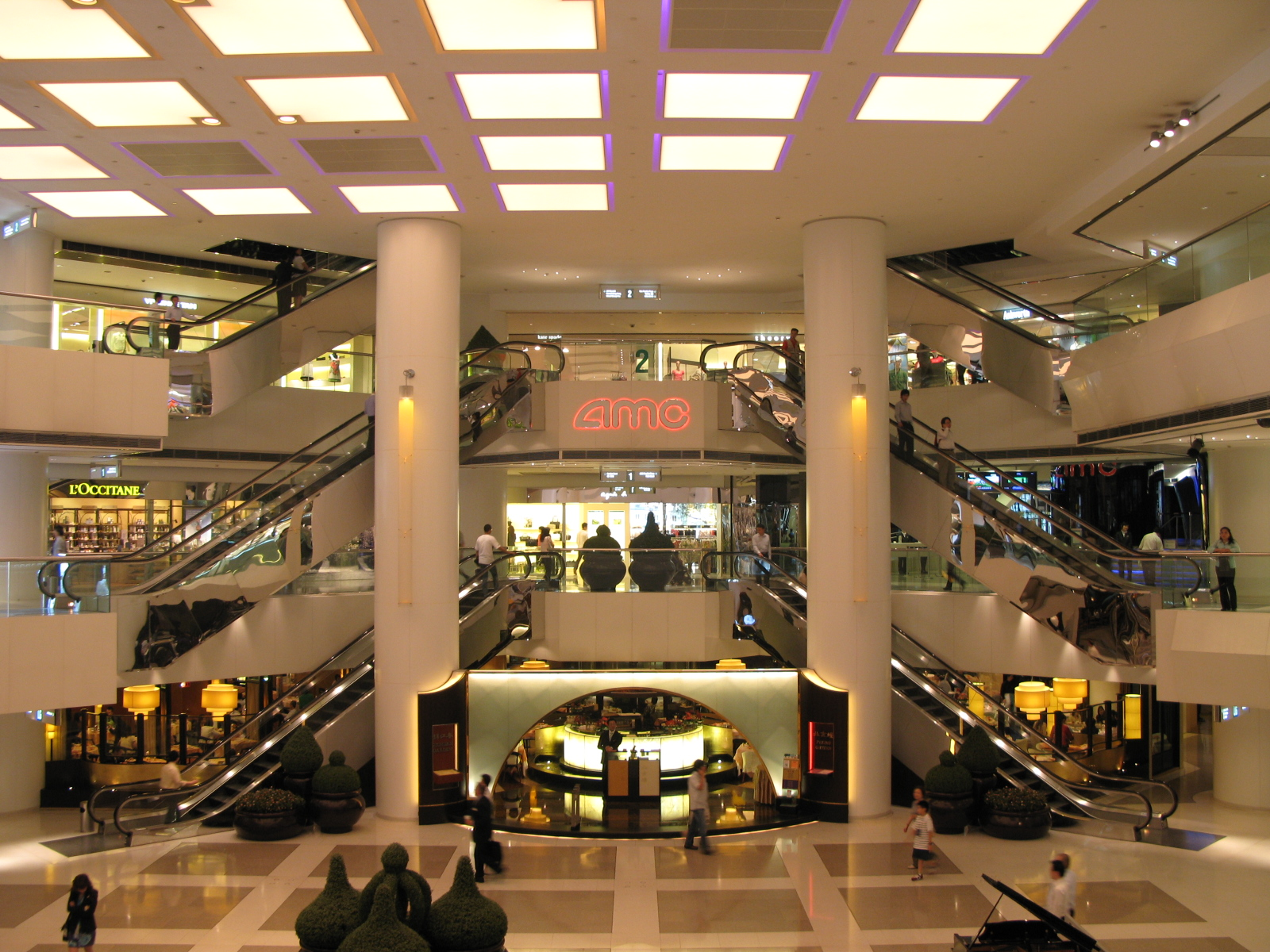
太古廣場第一期中庭Garden Court（2007年）
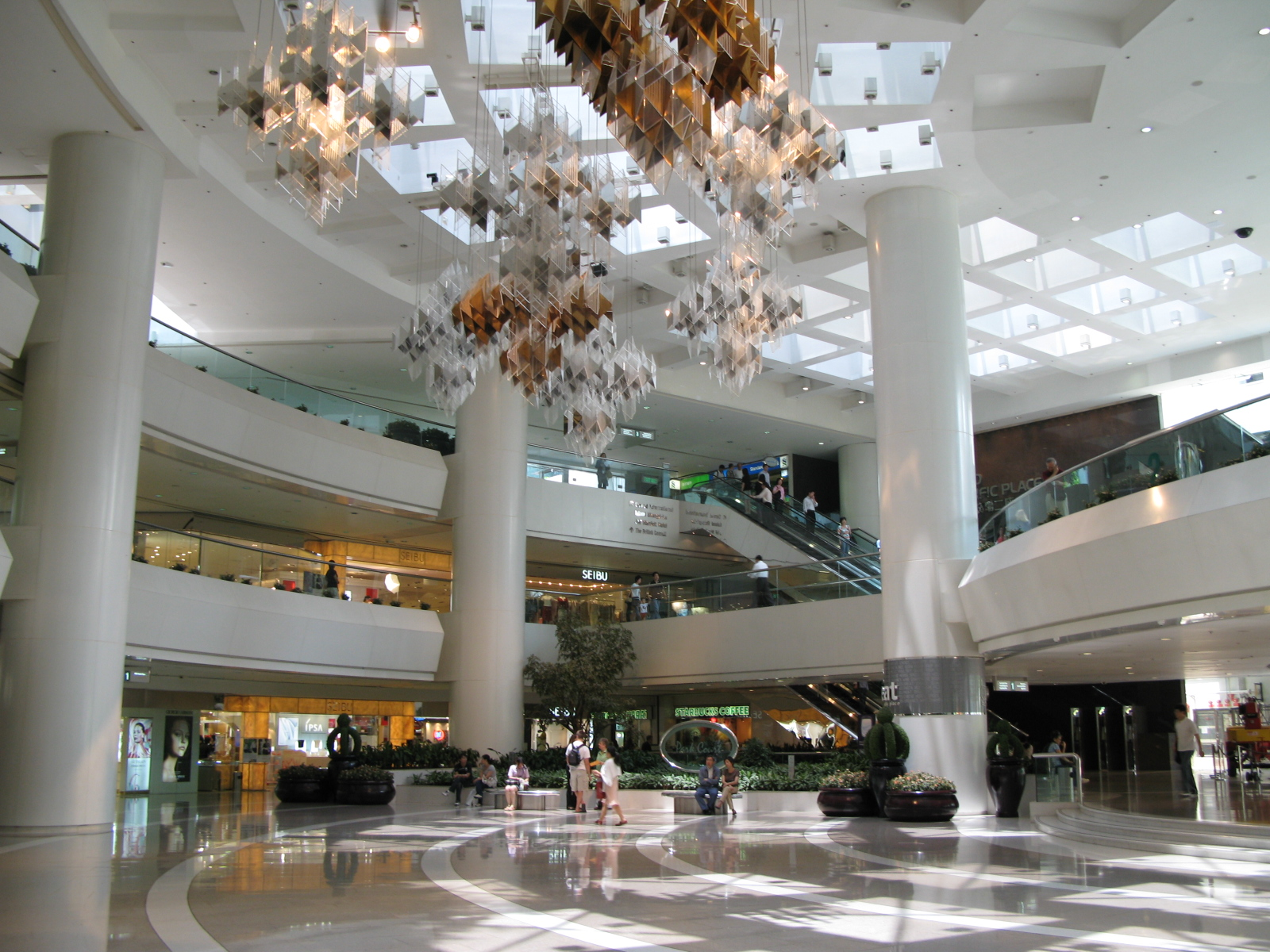
翻新前的太古廣場Park Court
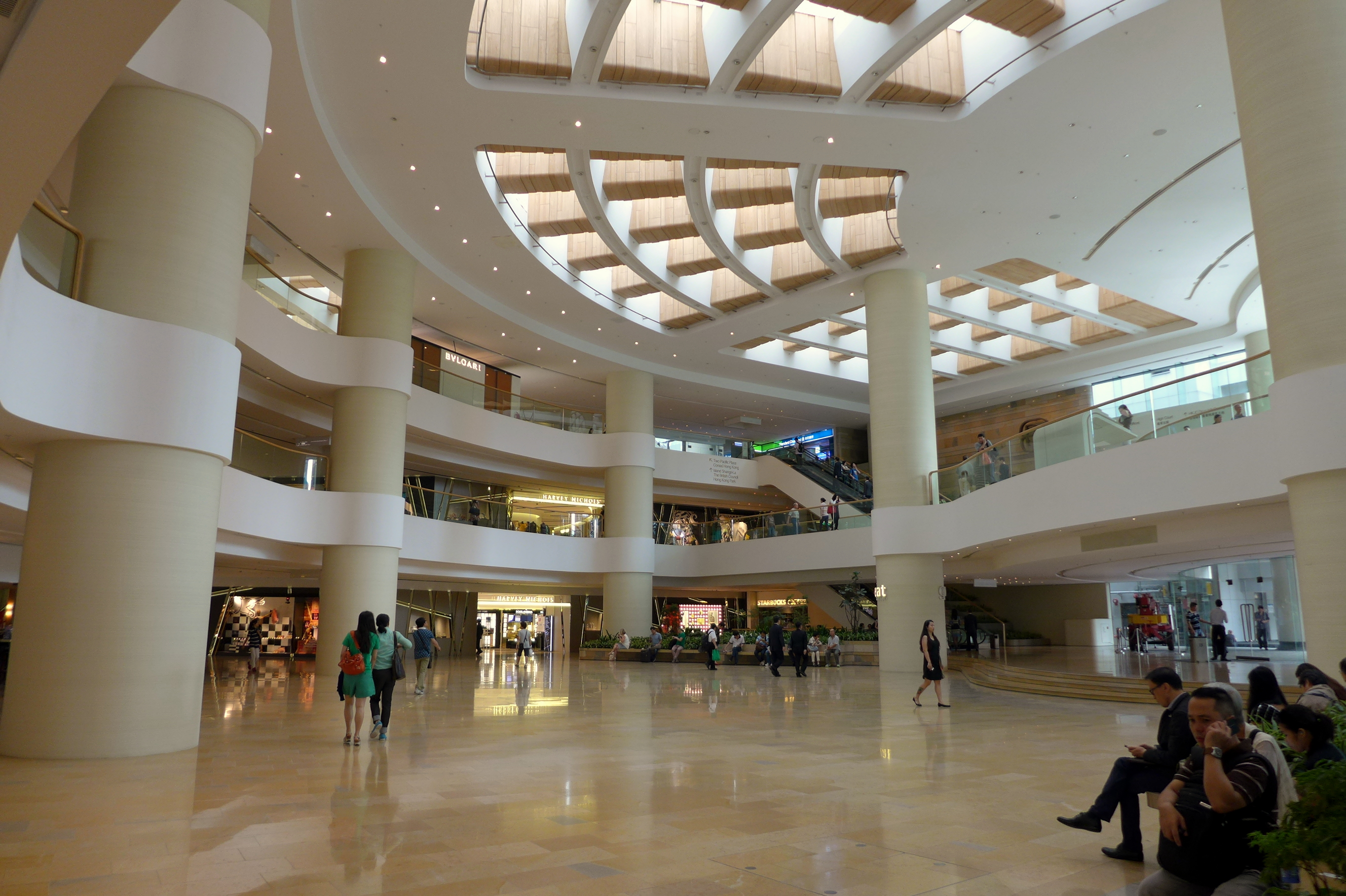
翻新後的太古廣場Park Court
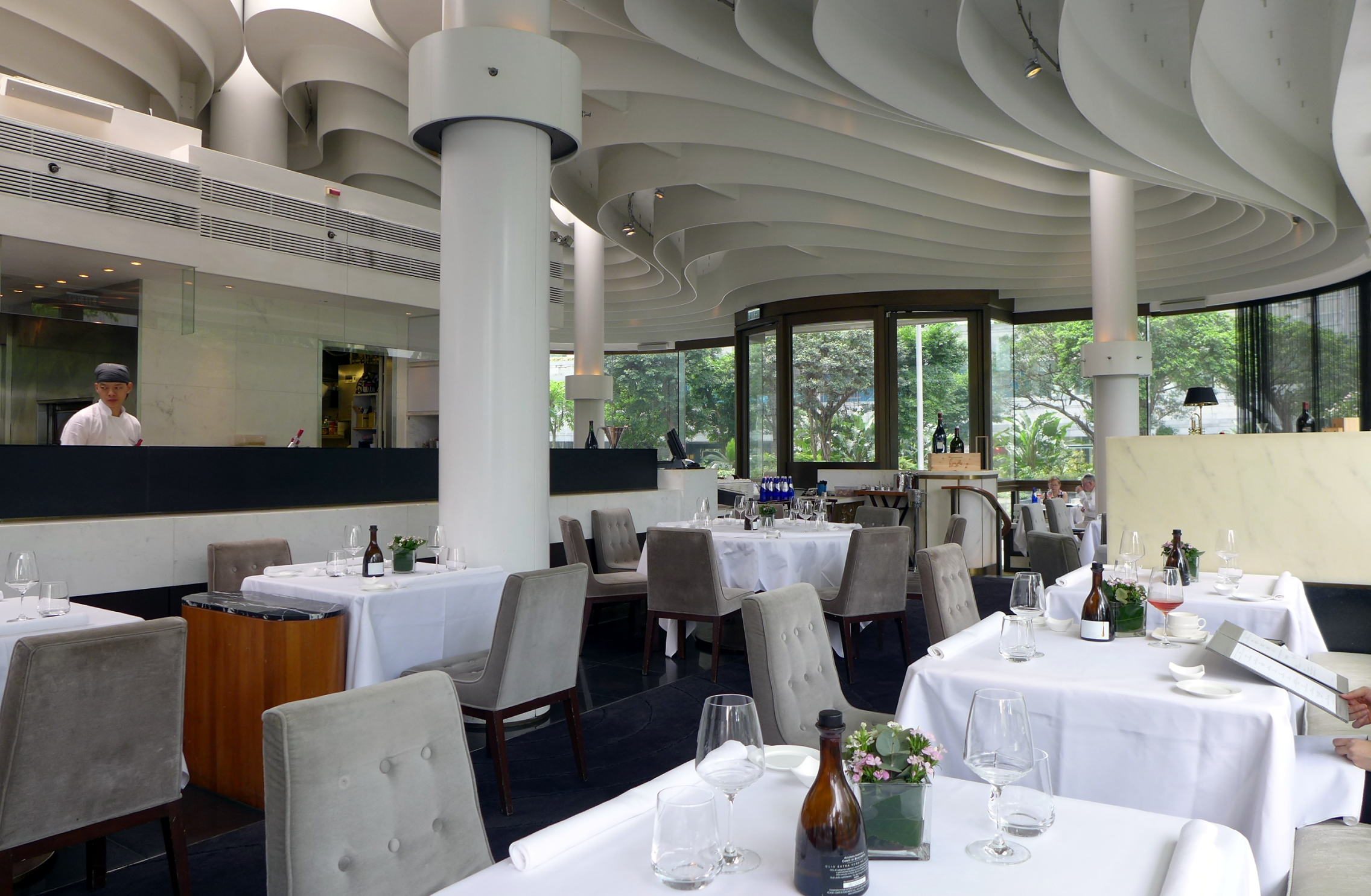
Domani高級餐廳（已於2014年5月中結業）
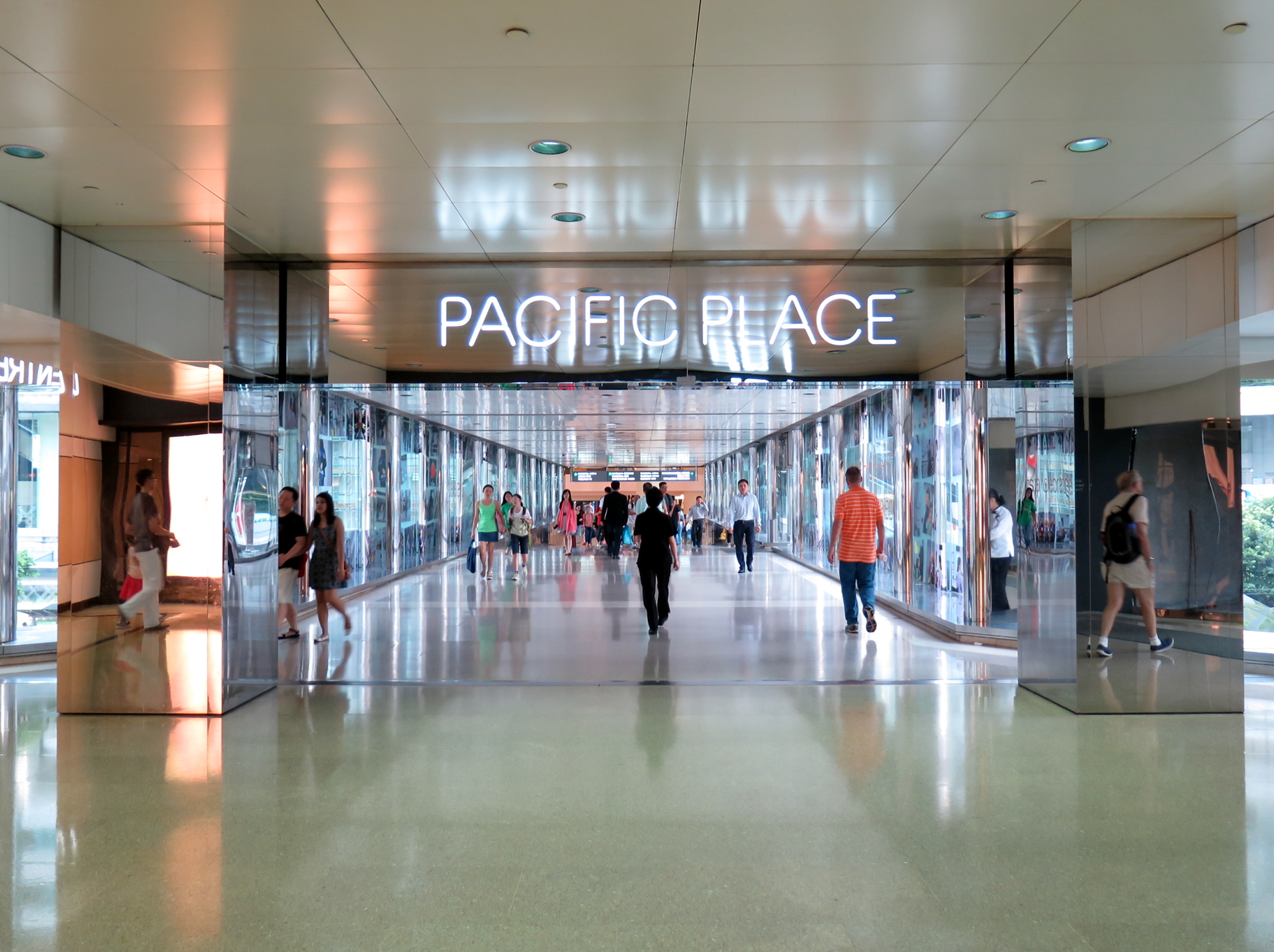
步向太古廣場的行人天橋

## 翻新工程

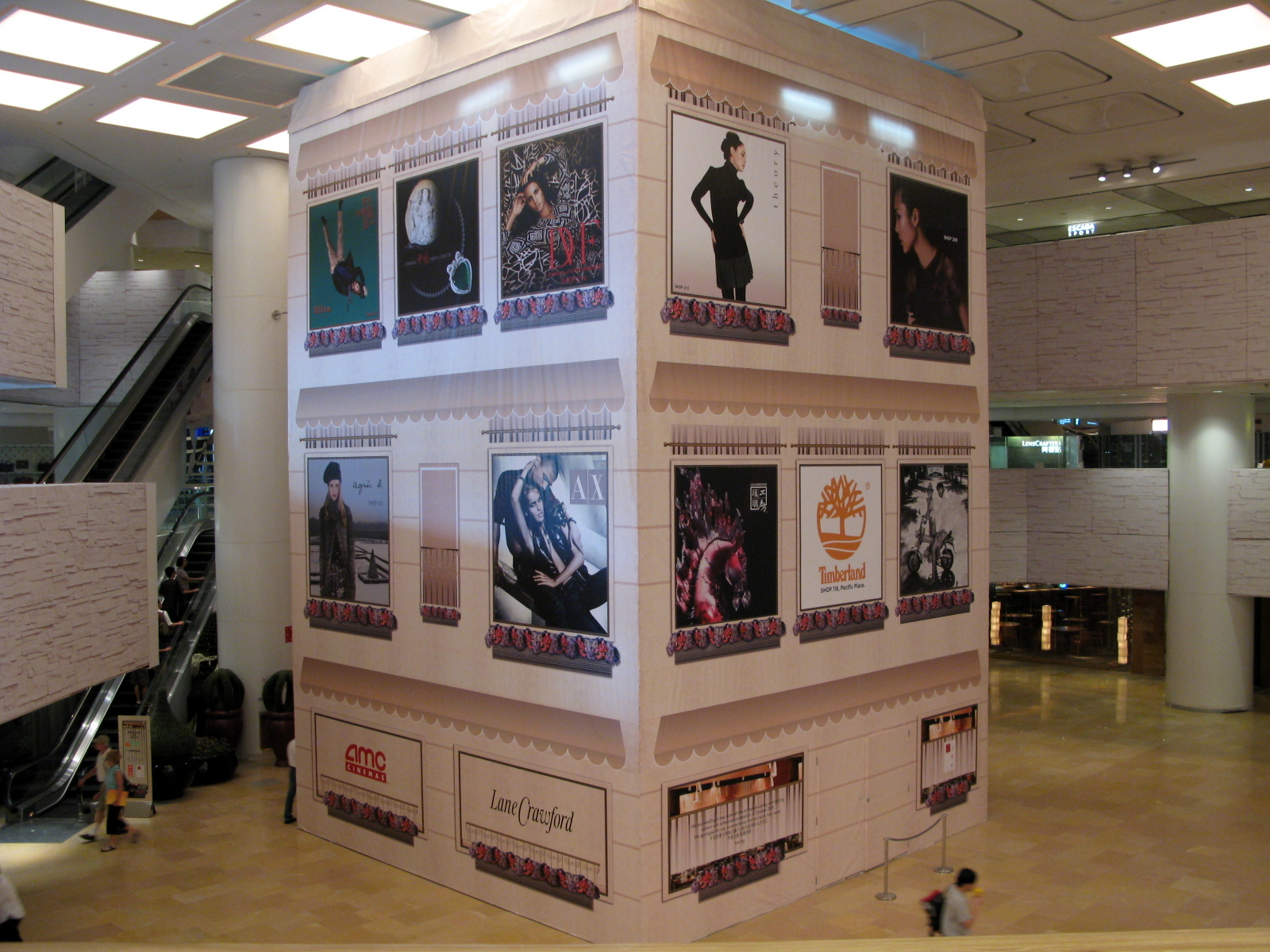
第一期中庭 Garden Court正進行翻新（2009年8月）

1998年，太古地產誠邀美籍著名設計師James Carpenter主理太古廣場翻新工程。工程包括翻新各層洗手間及2至3樓增設了一道全新的玻璃樓梯，方便人流來往。
2008年7月，太古地產宣佈耗資15億元為太古廣場進行改建計畫及翻新工程。其中酒店式住宅曦暹軒，改建為酒店「奕居」，提供117個房間，於2009年第4季落成。商場第1階段翻新工程包括改裝地下至2樓洗手間，以流線形木材創造波浪效果、拆卸第一期原有的升降機，並改建為貫穿地庫停車場至四樓的透明升降機，以增加設施的互通性。此外，1期及2期地庫各新建了一個停車場大堂，並有扶手電梯連接，令購物人士更加便利。第1期中庭Garden Court亦進行翻新，加添了大型吊燈，並重鋪石地台；4樓加建Domani高級餐廳，佔地4,843方呎。第2階段翻新工程於2011年底完成。整個翻新工程由英國著名設計師托馬斯·赫斯維克主理，最終耗資港幣21億元。
為配合商場在外觀及內部的全新格調，太古廣場於2009年11月換上新標誌，以取代80年代沿用至今的一款，新標誌以伸延流動的綫條刻劃出太古廣場的名字，圖案包括兩個相連的「P」字母構成的「PP」徽號。
2016年年中，太古廣場重整商鋪組合，1989年開業的Dan Ryan's Chicago Grill、1990年開業的Grappa's Ristorante被迫搬遷。加強餐飲及消閒娛樂元素，引入逾10間新餐廳和大型連鎖健身中心Pure Yoga；另外亦針對不同節日引入期間限定商店，期望於零售市道持續轉差下吸引更多人流。2018年年中，公布有10間新食肆和零售商舖開幕，包括無印良品、台式珍珠奶茶飲品KIKI茶、美國漢堡店Shake Shack及旅行箱品牌RIMOWA。

## 相關
- 中區行人天橋系統